# Expansiunea Statelor Unite ale Americii

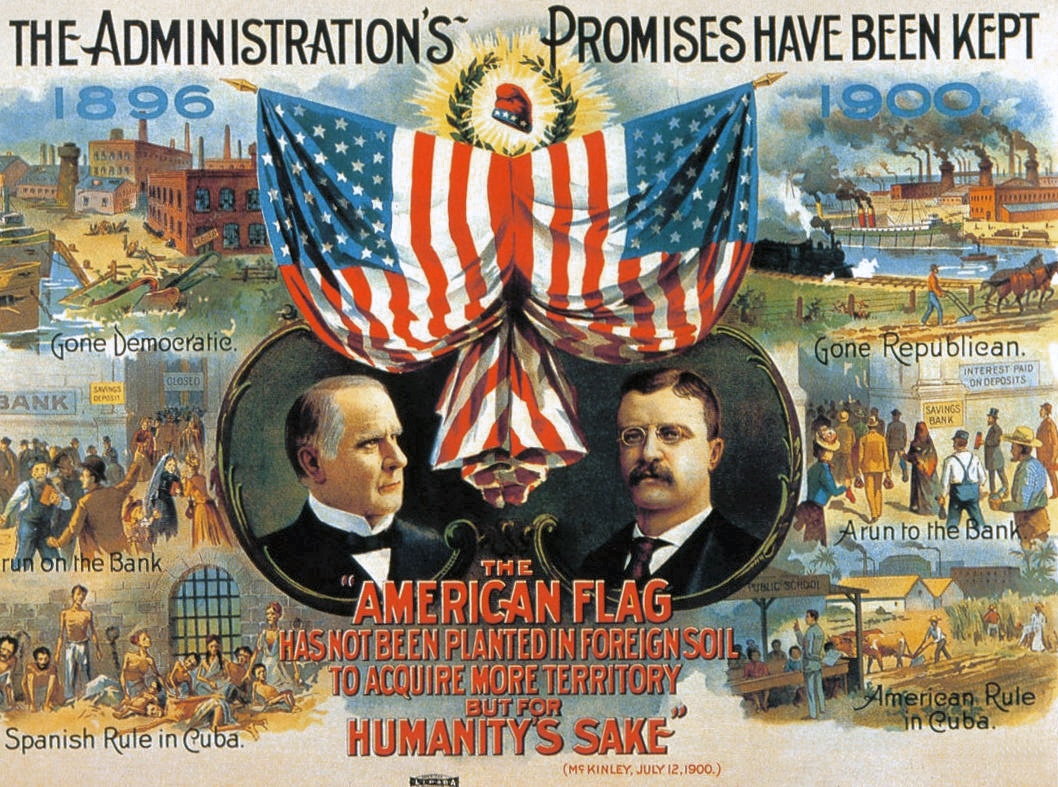
The Administration's Promises Have Been Kept

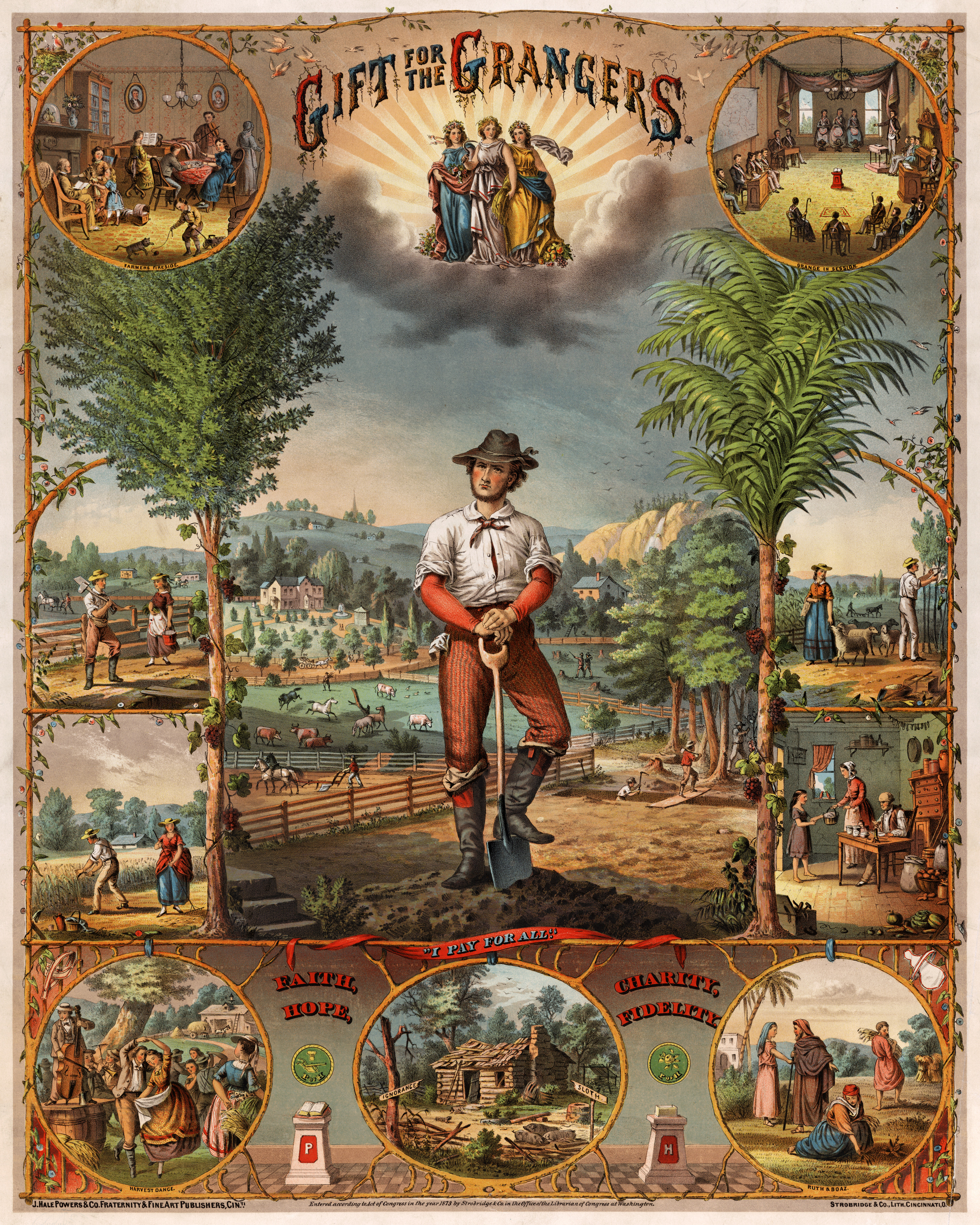

În 1869, Statele Unite se întindeau de la coasta Atlanticului până Pacific, acoperind o distanță de aproximativ 3.000 de mile (circa 4.830 km) de la est la vest și circa 2.000 de mile (sau circa 3.200 de km) de la nord la sud.
Calea ferată transcontinentală - prima din lume - este întreprinderea cea mai ambițioasă a omului de la Marele Zid din China, și o mare parte din aceasta este construită de muncitori chinezi. Calea ferată nu a schimbat doar viața americanilor, ci a modificat întreaga ecologie a continentului, provocând victime. Câmpiile, care cândva erau traversate de bivoli și nativi amerindieni, devin casa noilor veniți, care inițial vor construi case din pământ - până la a furniza lemn din nord pentru a construi case noi și orașe în Midwest. Calea ferată  creează un nou simbol american - cowboy - care transportă bovinele mii de kilometri pentru a alimenta estul. Dar o nouă invenție simplă va schimba viața coloniștilor, cowboy-lor și nativilor americani: sârmă ghimpată. Șinele de oțel și acum parcelele de sârmă de oțel vor străbate câmpiile. În mai puțin de un sfert de secol, Lumea Nouă este transformată - nu de armă, ci de cale ferată, gard și plug.
Commodore, un industriaș american și filantrop care a făcut avere în transportul maritim și în industria feroviară, va fi unul dintre primii miliardari ai lumii.
Între 1880 și 1930, aproape 24 de milioane de noi imigranți sosesc în America. Mulți merg la muncă pentru construirea unei noi frontiere: orașul modern, unul dintre cele mai mari invenții ale Americii. Costul ridicat al terenurilor în orașe ca New York și Chicago, înseamnă că singura modalitate de a construi orașele este "înălțarea". Un nou tip de clădire, zgârie-nori,din ciment și oțel. Produs pe scară largă de către imigrantul scoțian Andrew Carnegie, producția de oțel stă la baza infrastructurii orașului modern. Această nouă frontieră urbană atrage migranții din mediul rural și lucrătorii imigranți nou veniți. Pentru mulți, Statuia Libertății, care se vede la prima vedere a Lumii Noi și Ellis Island este poarta de acces la visul american și lumea liberă. Orașul fără de lege oferă oportunități pentru mulți, bogăția astronomică pentru câțiva.
În New York, șeful poliției, Thomas Byrnes, își folosește noua inovație violentă "gradul al treilea" pentru a înfrunta nivelul crescut de crime și infracționalități. Milioane de oameni săraci din  zonele urbane se confruntă deseori cu condiții groaznice și cu epidemiile de boli în locuințele lor. Jacob Riis, fotograf și reformator, prin fotografiile sale prezentate publicului, îi conving pe oameni că  sărăcia încă este o amenințare severă la îndeplinirea visului american. Muncitorii din fabricile noi și înalte devin martiri urbani din cauza lipsei  condițiilor de siguranță și exploatării lor de către patroni. Înainte, pe timp de noapte,  orașele americane erau luminate doar de lămpi cu gaz și lumânări, însă odată cu inventarea becului de către Edison, finanțat de bancherul J.P. Morgan, întunericul nu va mai exista pentru orașele americane.
Clădirile realizate din  oțel și dotate cu  energie electrică, orașul începe să fie domesticit și definit de transport în masă, zgârie-nori uimitoare, lumină electrică ... și spiritul american inovator și harnic.
Fondatorul Rockefeller  va pune bazele companiei petroliere Standard Oil Company, cea care a dominat industria de petrol și a fost primul mare trust de afaceri din SUA.
În 1910, în California, o coloană de petrol de aproape 200 de metri înălțime explodează dintr-o sondă și declanșează un lanț de evenimente care va transforma America într-o superputere. Producția de petrol se dublează peste noapte și prețurile scad de la $ 2 la 3 cenți pe baril.
Primul care  profită de acest combustibil ieftin abundent este Henry Ford, un antreprenor nonconformist, care promite să aducă mașina cu motor pentru mase. În 1900, existau 8000 de mașini în țară. Prin 1930, existau peste 20 de milioane. Pe măsură ce populația devine mai mobilă, integral, America suferă de schimbări. Orașe cresc ca centre ale industriei, creând  noi oportunități și noi provocări. Într-una dintre cele mai mari proiecte de inginerie ale secolului, mii de muncitori vor devia   sute de litri de apă peste un deșert care va potoli setea întinsă în Los Angeles ". Producția de masă și locuri de muncă determinate de primul război mondial vor duce la egalitarismul dintre afro-americani și albi în orașele nordice, cum ar fi Chicago, dar conflictul rasial va continua încă câteva decenii. Mulți americani vor vedea orașele înmugurire drept paradisuri ale viciilor, ca băutură. O campanie populară va reuși să  interzică alcoolul, dar atunci, prohibiția declanșează un val de criminalitate organizată. Un om setat să beneficieze este Al Capone. El face echivalentul a 1.500 dolari pe minut de pe urma traficului cu  alcool. Pentru un timp, el pare de neatins, dar nici el nu este mai presus de lege.
În 1913, cu 4 ani înainte ca SUA să intre în prima conflagrație militară mondială din istorie, Woodrow Wilson a contribuit esențial la crearea unui sistem de legi privind sistemul federal de rezerve ( Federal Reserve System).

## Vestul Sălbatic

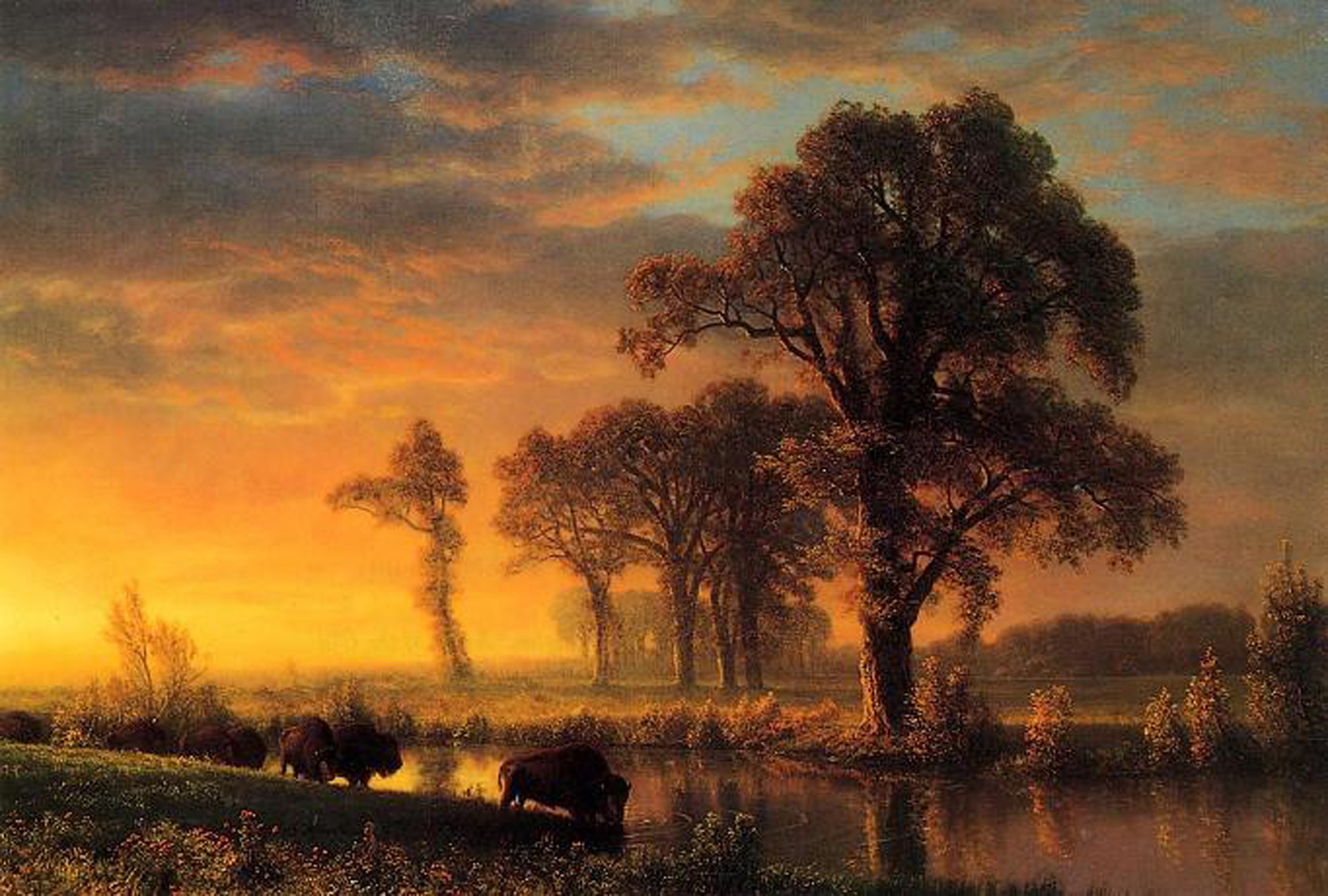
Bizoni in Kansas

Ultimul bizon

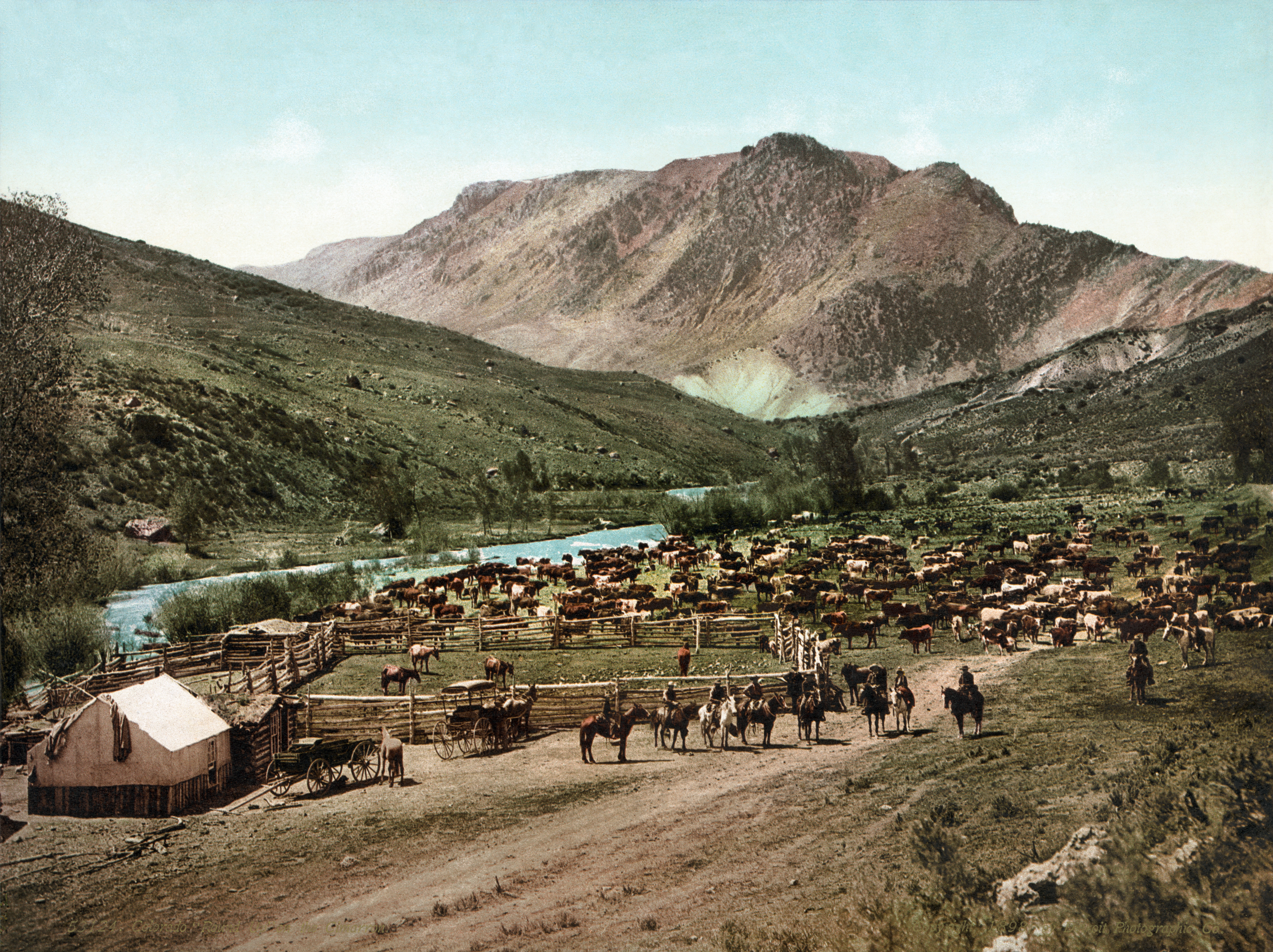
Ferma din Colorado

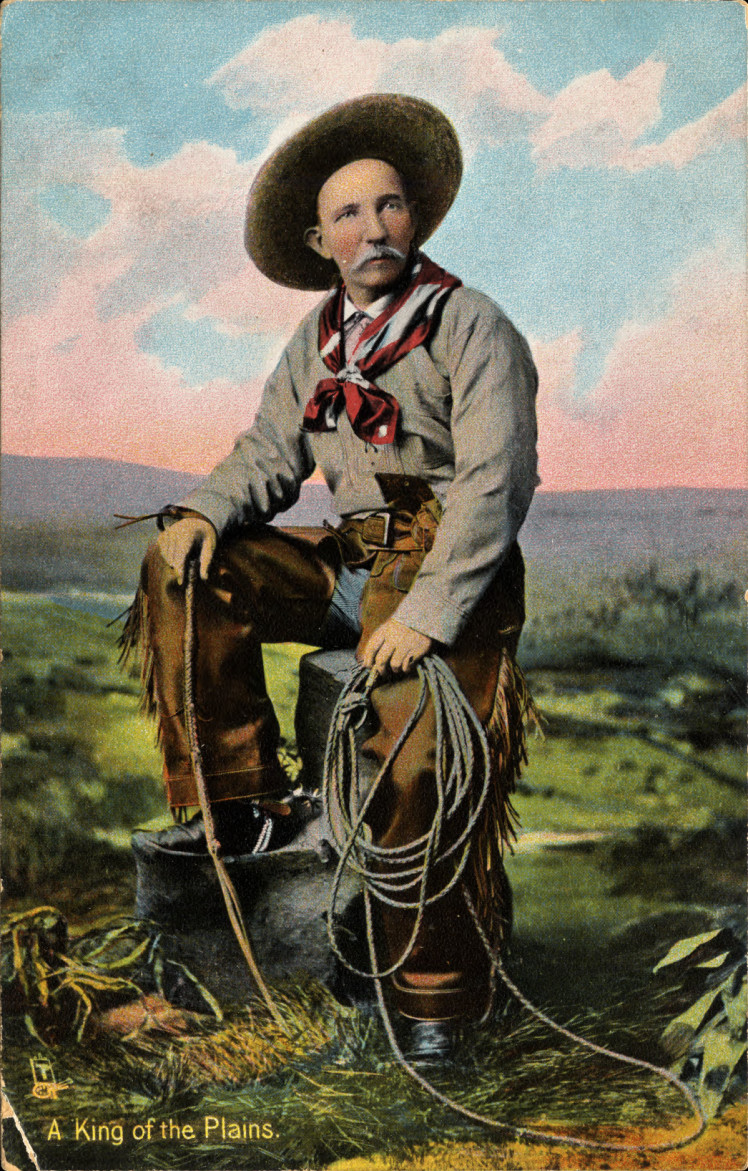
King of the Plains

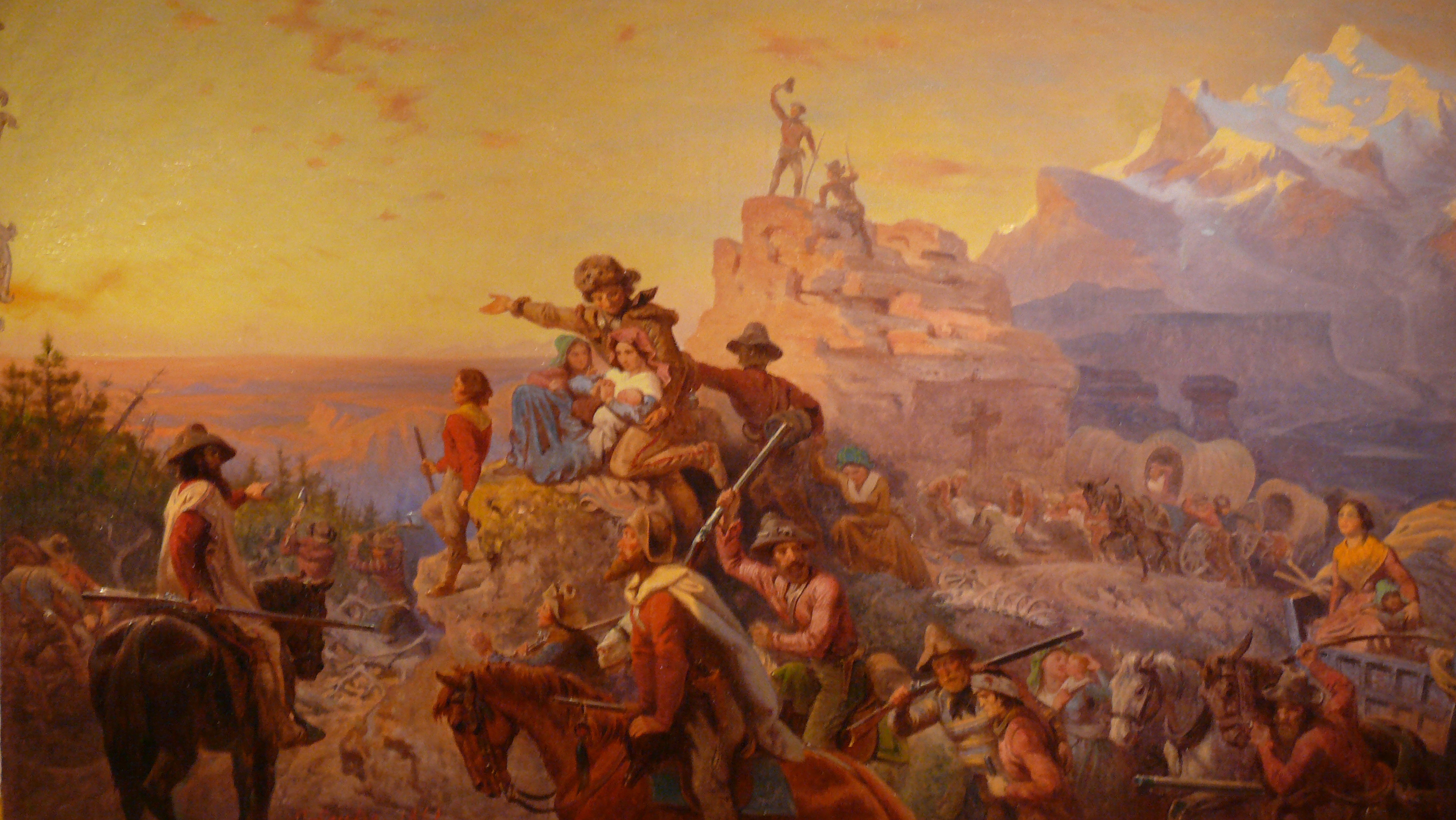
Westward

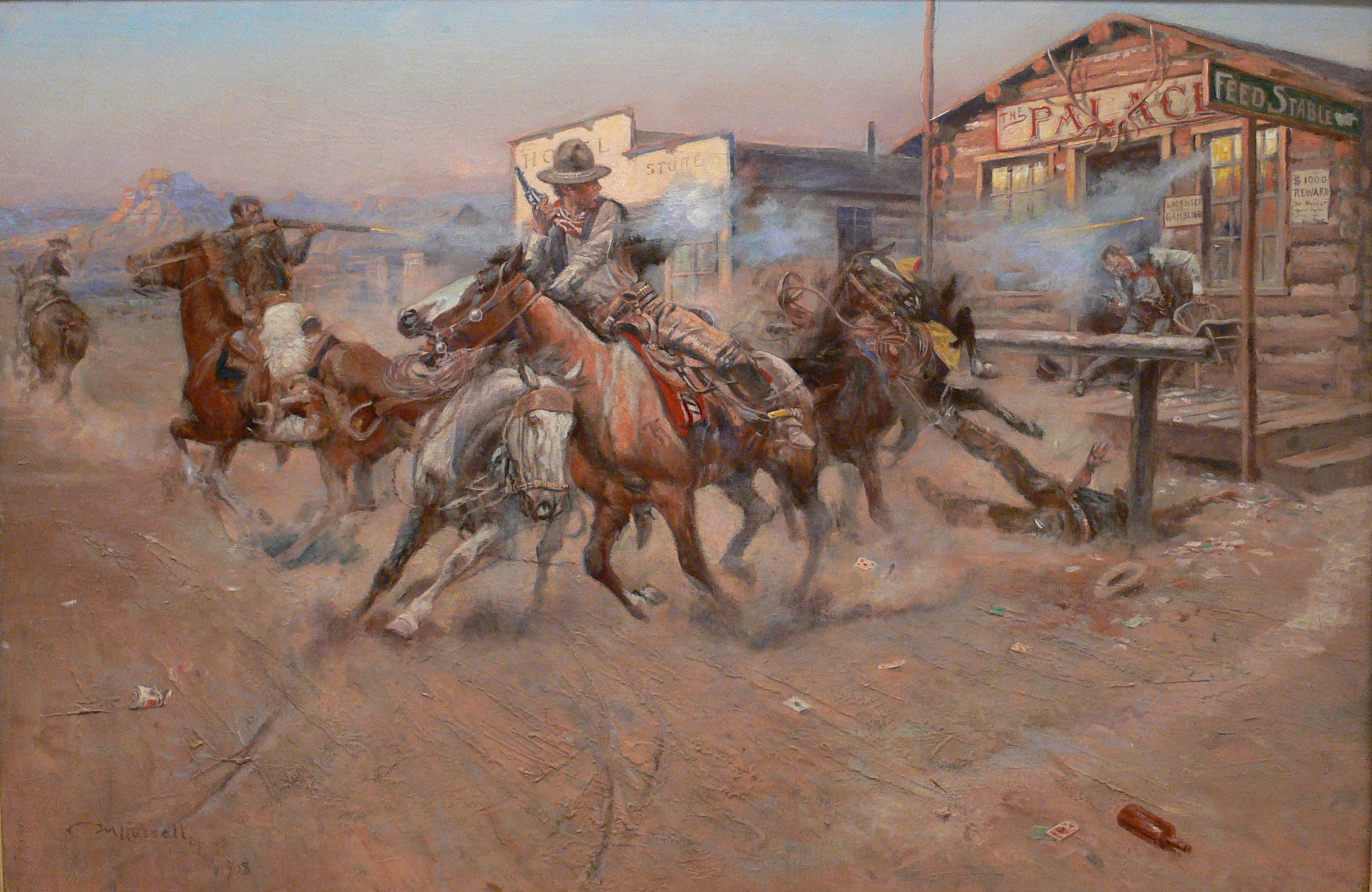
Incaierare

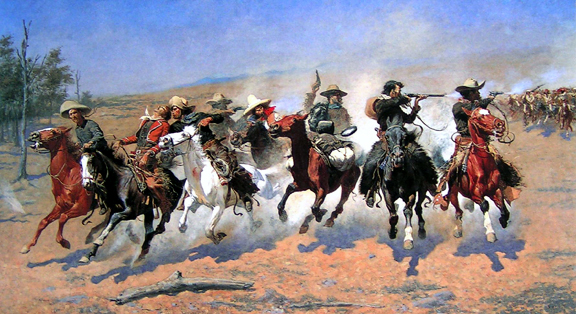
Grup de cowboy

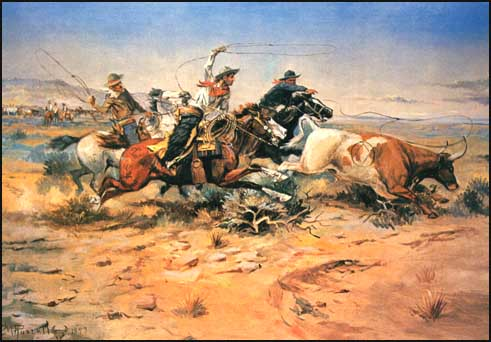
Transportul vitelor

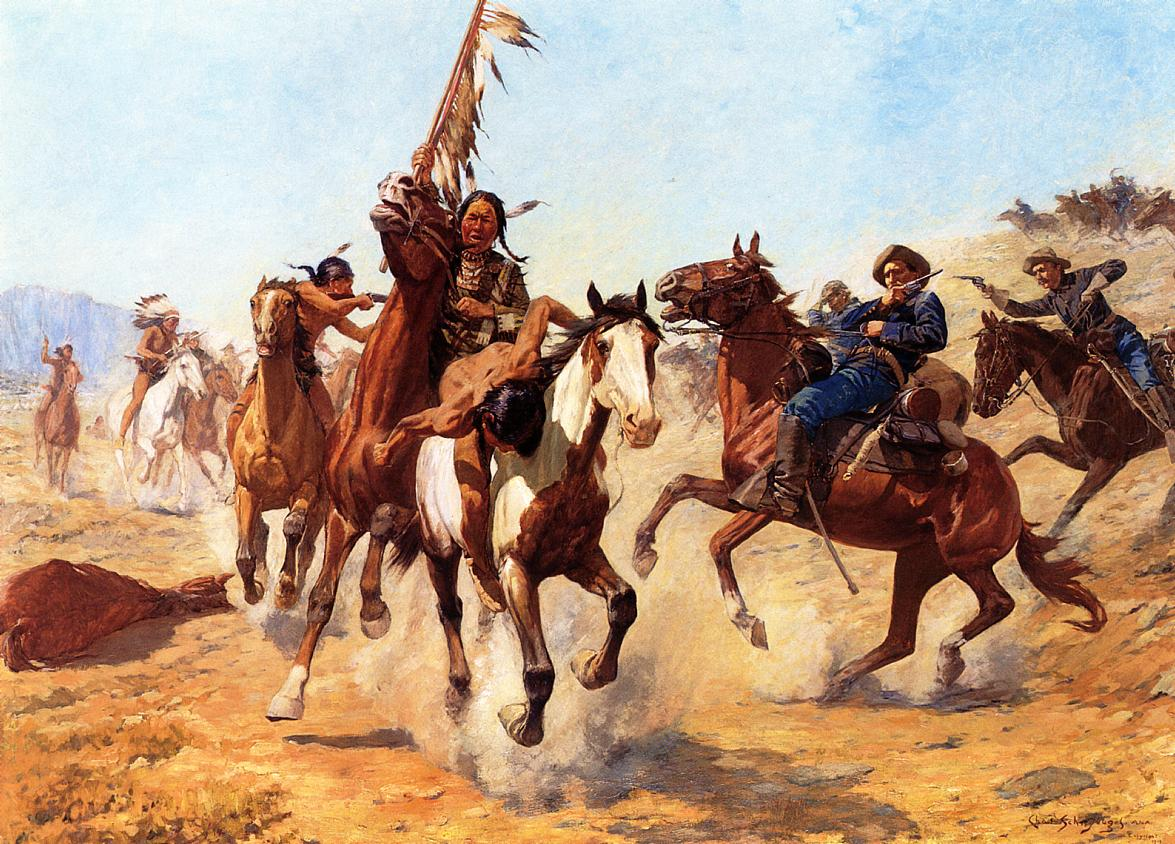
Incaierare dintre nativi si colonisti

Cercetatorii  care au examinat istoria vestului au gasit o trasatura americana.Istoria Kansasului, spusa de istoricul Carl L. Becker reflecta idealurile americane. El a scris  :  "Spiritul Kansasului este spiritul american dublu distilat.  Este un nou produs altoit din individualismul american, idealismul american, intoleranță americana. Kansas este America, un  microcosmos."
Multi imigranti europeni au construit comunitati religioase si etnice, ca finlandezii in Minnesota si Michigan, Suedezii si Norvegienii in Minnesota si Dakota , Irlandezii au construit sinele caii ferate transcontinentale, germanii au migrat in Dakota de Nord, iar evreii germani in Portland, Oregon.Multi soldati negri au migrat spre Vest, ca cowboy, obtinand ferme, lucrand ca bucatari, carciumari sau ca muncitori de salon. Imigrantii chinezi lucrau ca muncitori in minerit, in agricultura si initiau mici intreprinderi, multi traind in San Francisco. Multi japonezi au ajuns in Hawaii si California. Majoritatea hispanicilor care au rămas in teritoriile Noii Spanii au rămas si devenit cetateni americani. Cei mai multi au ajuns in California in cautarea aurului. Altii au migrat din Mexic spre Texas.
Fermierii stabiliti pe Mariile Plaiuri detineau cate o ferma, iar pentru mentinerea si intretinerea lor era nevoie de multa munca. Sotiile se ocupau de cresterea si educarea numerosilor copii, care si acestia primeau responsabilitati in gospodarie. Pentru americanii din est, imaginea vietii la ferma era sinonima cu izolarea si singuratatea, desi in realitate, viata rurala le-a deschis multe oportunitati fermierilor care s-au imbogatit. De multe ori se sponsorizau activități cu muncă combinată, și divertisment, cum ar fi ridicărie de hambare, culegerea  porumbului, întâlniri, activități bisericesti de sarbatori si activitati scolare. Se organizau mese și evenimente comune, precum și vizite extinse între familii.
Antreprenorii au înființat magazine și întreprinderi pentru a-i multumi pe  mineri. Cele mai faimoase au fost casele de prostituție găsite în fiecare tabără minieră. Prostituția era o industrie in creștere din cauza profitului obtinut în ciuda condițiilor de muncă grele și periculoase și prestigiului scăzut. Femeile din China au fost vândute frecvent de către familiile lor și duse în lagărele ca prostituate. Au trebuit să trimită câștigurile lor înapoi la familiile  din China.
Jocurile de noroc și prostituția erau la ordinea zilei în aceste orase din Vest. Si nu numai, ci si crimele si infractionalitatea crecuta, pistolul facand legea. Existau doua tipuri de crime: neprofesioniste (dueluri, infractiuni comise de bauti, vanzarea whiskey-ului la indieni, taierea copacilor de pe terenurile federale) si profesioniste (jaful armat calare si infruntari cu arme de foc). Criminalii au gasit multe oportunitati de-a jefui familii de pioneri, fapt ce pentru serifi, era dificil sa-i detectezi, sa-i arestezi, sa-i imobilizezi si sa-i dezarmezi. Pedepsele erau oarecum extrem de severe (de obicei, prin spanzurare sau impuscare). Banditii, in grupuri de 2 sau 3, atacau rareori din cauza garzilor ce detineau arme si din cauza solidaritatii dintre locuitorii si calaretii orasului. Criminalii impanzeau orasele, dezarmau cowboii si violau edictele controlului armat, incercand sa previna duelurile. De multe ori se desfasurau jafuri armate in banci si izbucneau confruntari armate pe strazi in plina zi.
Creșterea industriei de vite și cowboy este direct legată de dispariția bizonilor, de obicei, numiti "bivoli". După ce numărau peste 25 de milioane pe Mariile Plaiuri, fiind animale erbivore si consumatoare de iarba, reprezentau o resursă vitală pentru indienii nativi, obtinand hrana,   îmbrăcămintea și adăpost, iar din oase obtineau unelte. Pierderea habitatului, bolile  si vanatoarea constanta desfasurata de colonisti au redus populatia bivolilor in secolul al 19-lea până la punctul aproape de dispariție. Ultimii 10-15 milioane au murit într-un deceniu, in 1872-1883. Doar 100 au supravietuit.
Cowboy-ul american este mitul central al Vestului Salbatic. Viața sa reală a fost una grea și se învârtea în jurul a două razii anuale, primavara si toamna, transportand bovine în orașe, castigand din greu bani pe care avea sa-i cheltuie pe produse alimentare, îmbrăcăminte, jocuri de noroc și prostituție. În timpul iernii, mulți cowboy închiriau ferme în apropiere de orașe , pentru a creste bovinele, repara echipamente și întreține cladirile. Pe un drum lung, de obicei, un cowboy transporta 250 de capete de bovine.
Înainte de o călătorie, datoriile de cowboy includeau respectarea intervalului de mers și mentinerea vitelor unite. Cele mai bune vite erau selectate, examinate si tratate pentru infectii. Pe drumuri lungi, cowboy-ul trebuia să țină vitele în mișcare și în linie. Vitele au trebuit să fie urmărite zi și noapte cum erau predispuse sa se rătăceasca. Cowboy-ul muncea in acele zile 14 ore si nu avea decat  șase ore de somn. Munca era istovitoare, desi se relaxau pentru câteva minute. Pe traseu, consumul de alcool, jocurile de noroc, și încăierarea erau  adesea interzise și amendate. Era o muncă monotonă și plictisitoare. Cowboii mancau slănină, fasole, pâine, cafea, fructe uscate și cartofi. În medie, cowboy-ul câștiga 30-40 dolari pe lună, iar din cauza greutatilor era neobișnuit pentru un cowboy să-și petreacă mai mult de șapte ani in gama. Odata cu raspandirea fermelor, din 1890, zilele de glorie ale cowboyului a ajuns la capăt, iar miturile legate de "viață liberă" cowboy au început să apară.
Multi dintre cowboii au fost veterani ai Războiului Civil, provenind si din Confederație și din  Uniune, iar dupa razboi, cei care s-au întors în orașele lor de origine și nu a găsit nici în viitor, s-au dus spre vest în căutarea de noi oportunități. Unii au fost negri, hispanici, amerindieni, și chiar britanici. Aproape toate aveau in medie 20 de ani. Cele mai vechi cowboy din Texas a învățat meseria lor, s-a adaptat la hainele lor, și a adoptat jargonul lor de Vaqueros mexican sau "buckaroos" (moștenitorii de vite spaniole din Andaluzia în Spania). Esarfa, pantalonii grei din piele de protecție purtate de cowboy, au primit numele de la spanioli "chaparreras", iar  arcanul, sau frânghia, au  derivat de la "La Reata". Toate hainele distinct a cowboy-lor: șei, pălării, pantaloni, esarfele, vestele, camasile, mănușile, cizmele -au fost practic adaptabile, proiectate pentru protectie si confort. Palaria de cowboy si-a dezvoltat rapid capacitatea, chiar în primii ani, pentru a identifica purtatorul ca cineva asociat cu Occidentul. Purtau la ei pistoale Colt pentru autoaparare.
Pe termen lung,  cel mai popular element vestimentar preluat de la cowboy sunt "blugii", fabricati inițial de Levi Strauss pentru mineri în 1850. Palarie de cowboy, cu toate acestea,   a simbolizat America de Vest.

### Războaiele indiene

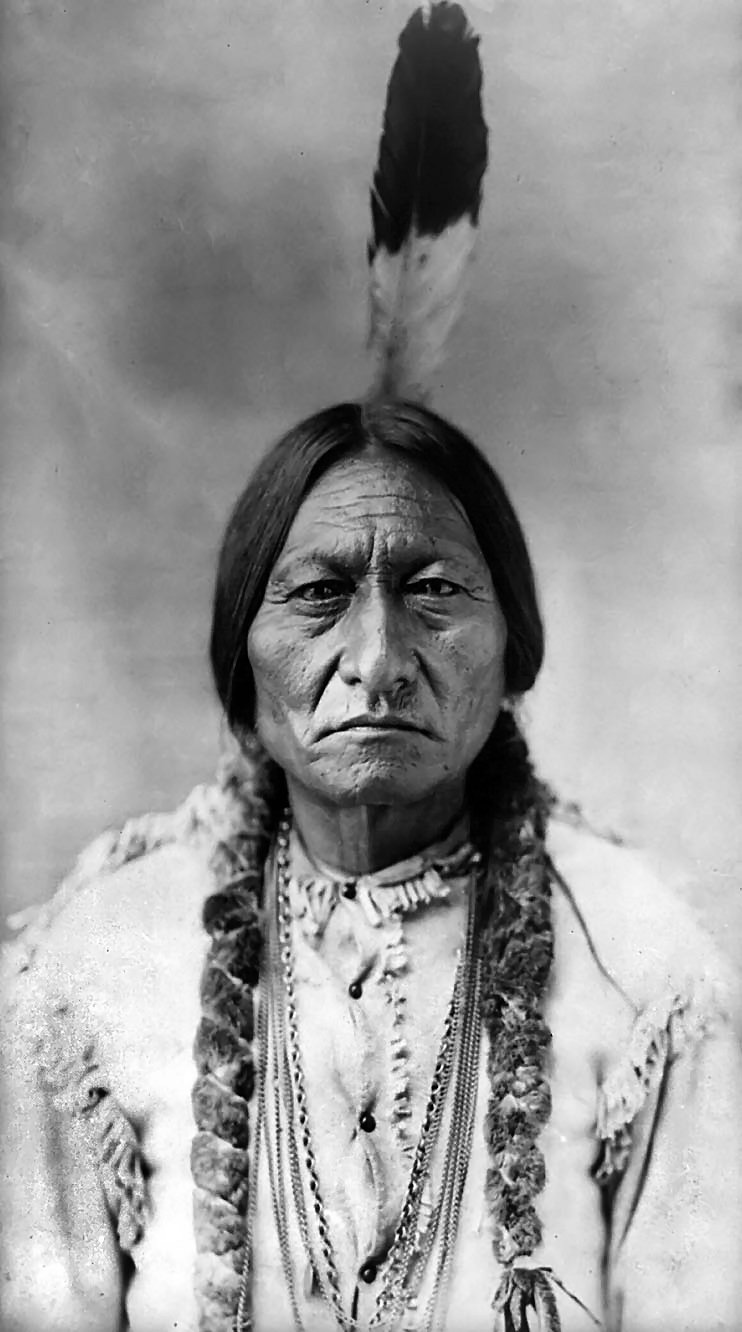
Sitting Bull

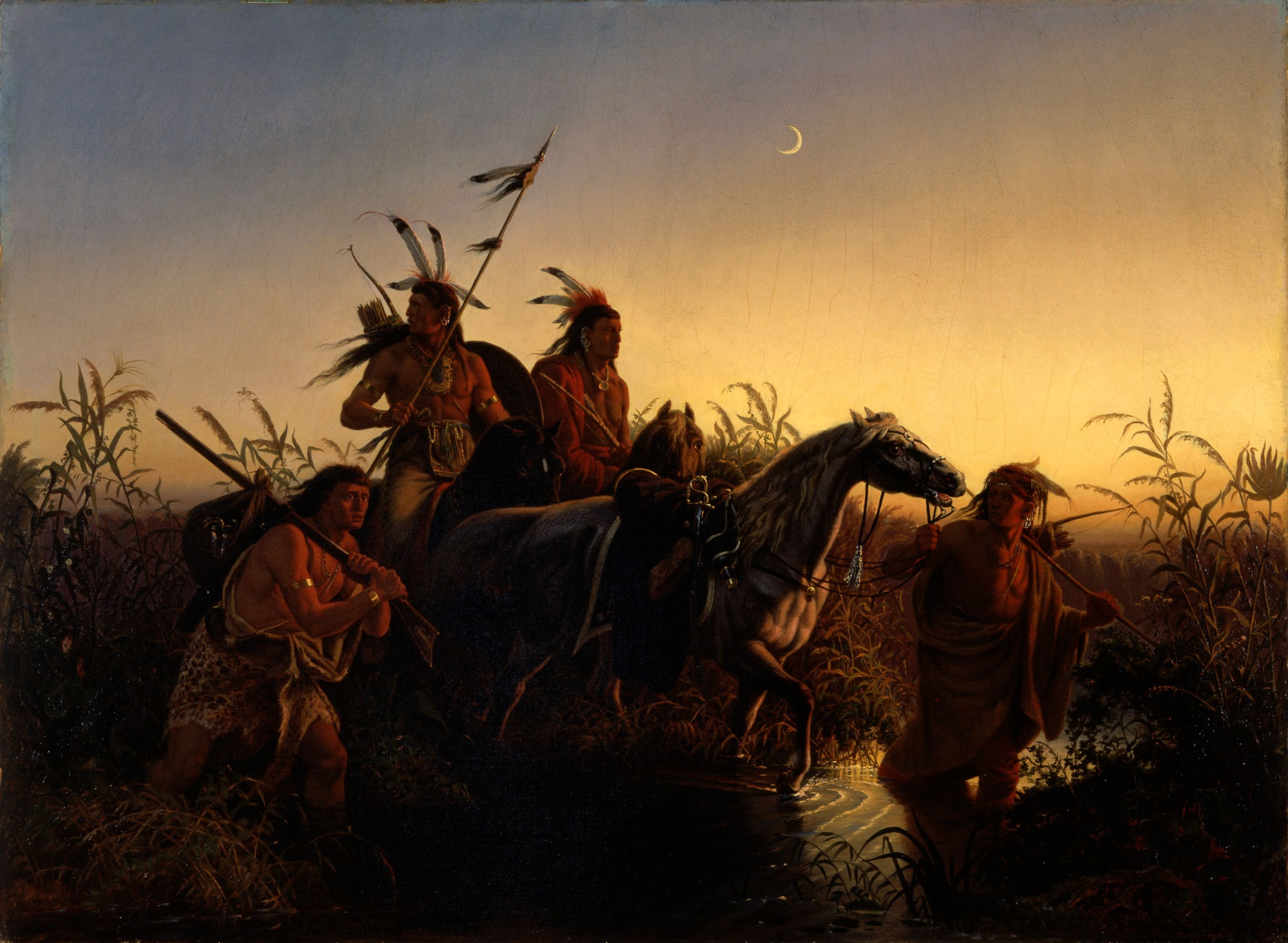
Nativi

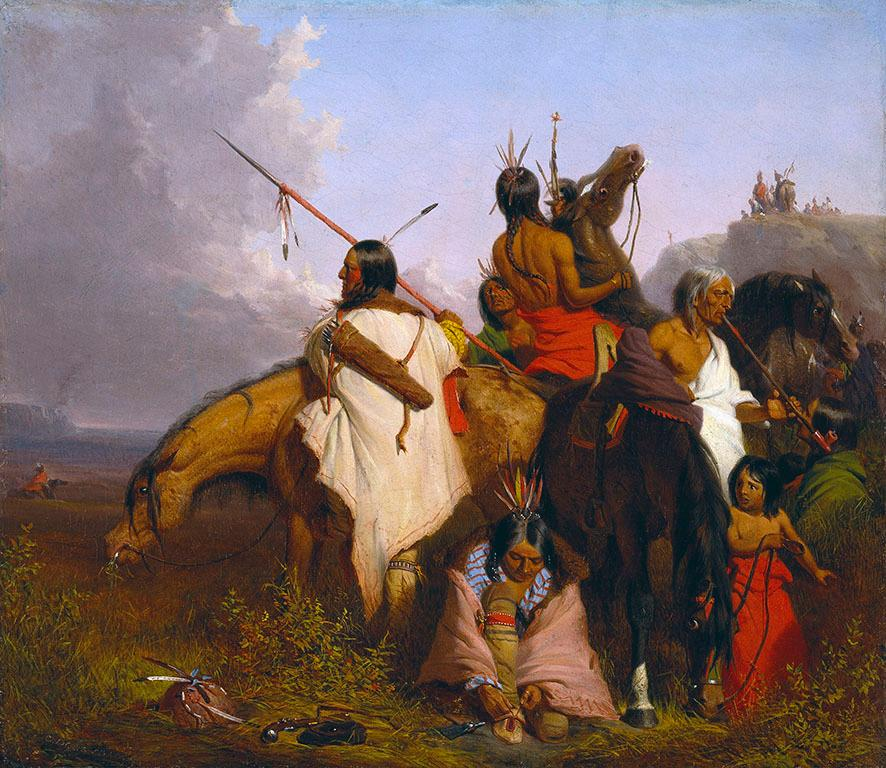
Grup din tribul Sioux

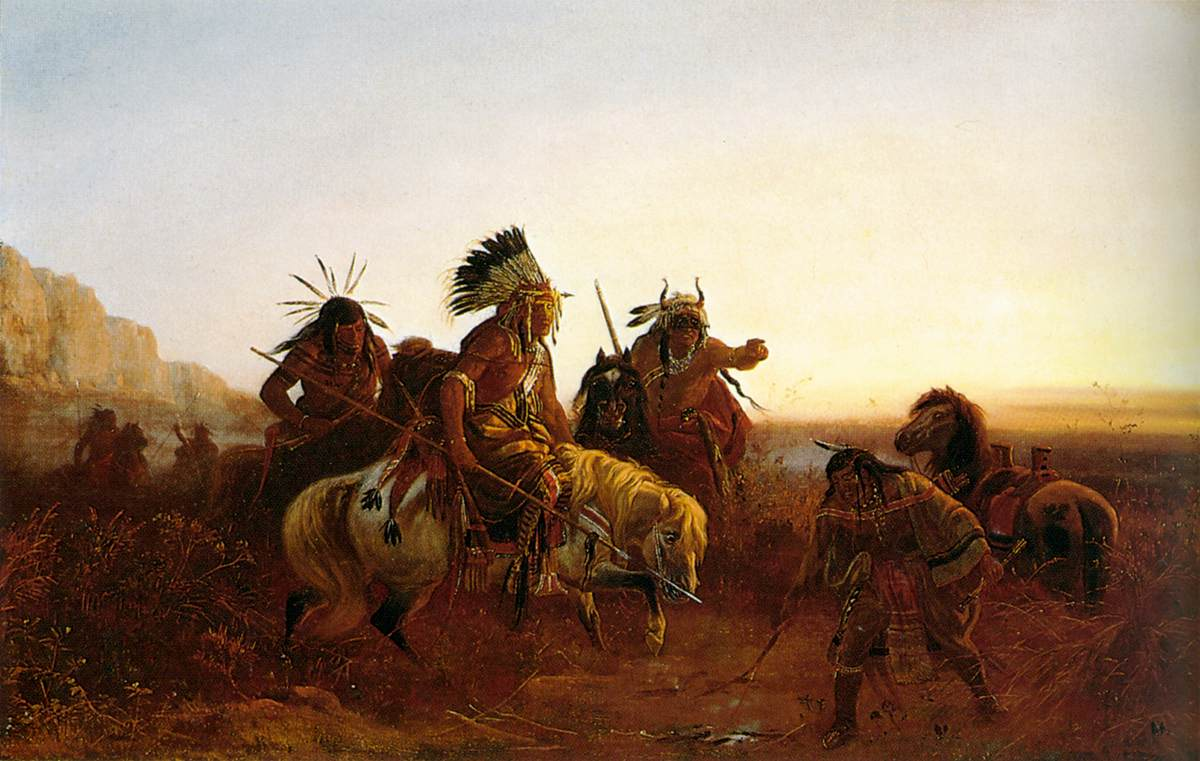
Nativi

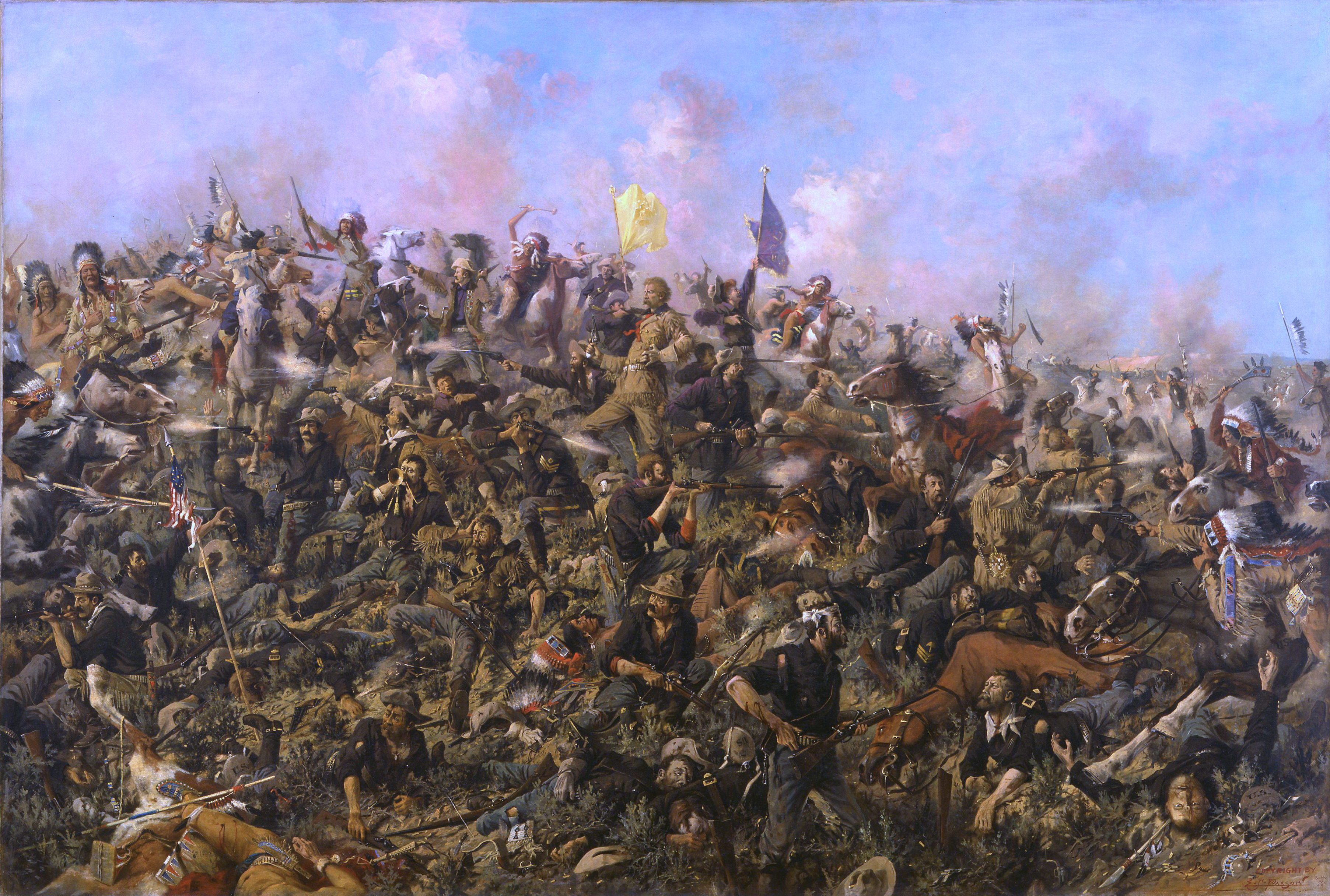
Ultima rezistenta a lui Custer

Războaiele indiene s-au purtat de-a lungul vestului Statelor Unite, cu toate acestea, în conformitate cu Gregory Michno, au existat mai multe conflicte in statele riverane Mexic decât în Statele interioare. Arizona s-a clasat pe locul cel mai mare, cu 310 de bătălii cunoscute  în limitele conflictului între americani și localnici. De asemenea, Arizona clasat pe locul cel mai înalt la numarul deceselor de pe urma acestor razboaie. Cel puțin 4340 de persoane au fost ucise, inclusiv soldați, civili si amerindieni, de peste două ori mai multe victime decat    Texas, al doilea cel mai mare stat la acest rang. Cele mai multe decese din Arizona au fost cauzate de Indienii Apasi. Michno declara că 51% dintre luptele indiene între 1850 și 1890 au avut loc în Arizona, Texas și New Mexico, precum și 37% dintre victime în partea de vest al  fluviului Mississippi.
În razboaiele cu apasi, colonelul Christopher "Kit" Carson i-a mutat fortat pe apasii intr-o rezervatie în 1862. În 1863-1864, Carson a folosit politică „pământului pârjolit” în campania Navajo, incendiind domeniile Navajo și case, și capturand sau ucigand animalele lor. El a fost ajutat de alte triburi de indieni inamice față de indienii Navajo si Utes.
În Razboiului Red River din anii  1874-1875, armata SUA a forțat tribul Comanche pentru a reveni la rezervatie dupa uciderea cailor lor. Ultimul sef de razboi Comanche, Quanah Parker, s-a predat în iunie 1875.
Războiul Red Cloud a fost condus de șeful Lakota Red Cloud împotriva armatei care au ridicat  forturi de-a lungul traseului Bozeman. A fost cea mai de succes campanie împotriva SUA în timpul războaielor indiene. Prin Tratatul de la Fort Laramie (1868), SUA a acordat o rezervă mare   Lakotei, fără prezența militară, incluzand întregul Black Hills.
Capitanul Jack a fost un șef de trib nativ american Modoc din California și Oregon, și a fost liderul lor în timpul Războiului Modoc. Cu 53 de războinici Modoc, Capitanul Jack a imprejurat  1.000 de soldați din armata SUA, care au rezistat timp de 7 luni. Capitanul Jack l-a ucis  pe Edward Canby.
În iunie 1877, în războiul Nez Perce, tribul Perce Nez sub Chief Joseph, nu doresc să renunțe la pământurile lor tradiționale și de trecere in rezervatie, a efectuat retragere de    luptă pe 1,200 mile din Oregon până aproape de granița canadiană în Montana. Numărul era de numai 200 de razboinici, Nez Perce "luptand impotriva a aproximativ 2.000 de soldati americani și voluntari din diferite unități militare, împreună cu auxiliare lor de indieni din multe triburi, într-un total de optsprezece angajamente, inclusiv patru bătălii mari și ajungand la cel puțin patru ciocniri cu înverșunare. Nez Perce au fost în cele din urmă înconjurati în bătălia de la Bear Paw și s-au predat.
Marele Război Sioux din 1876-1877 a fost realizat de tribul Lakota sub Sitting Bull si Crazy Horse. Conflictul a început după încălcări repetate ale Tratatului de la Fort Laramie (1868) dată de aurul  descoperit în dealuri. Una dintre luptele sale celebre a fost bătălia de la Little Bighorn, în care fortele Sioux combinate cu forțele Cheyenne au învins Cavaleria 7, condusă de generalul George Armstrong Custer.
In timpul razboiului spaniol-mexican, apasii s-au implicat când SUA au anexat Arizona și New Mexico în 1848. SUA a indus în cele din urmă ultima trupa Apache ostila sub Geronimo să se predea în 1886.
Sfârșitul războaielor indiene au venit de la masacrul de la Wounded Knee pe 29 decembrie 1890 cand Cavaleria 7 a încercat să dezarmeze un om Sioux și a precipitat un conflict în care aproximativ 150 de bărbați Sioux, femei și copii au fost uciși. Cu treisprezece zile înainte, Sitting Bull a fost ucis împreună cu fiul său Crow Foot într-un schimb de focuri cu un grup de poliția indiană, care au fost trimise de către guvernul american să-l aresteze.  
Potrivit Biroului american de recensământ (1894), "Războaiele indiene sub guvernul Statelor Unite au fost mai mult de 40 la număr. Au costat viața a circa 19.000 de oameni de culoare alba, femei și copii, inclusiv cei uciși în combate individuale, și viața a circa 30.000 de indieni.

### Calea Ferată Transcontinentală

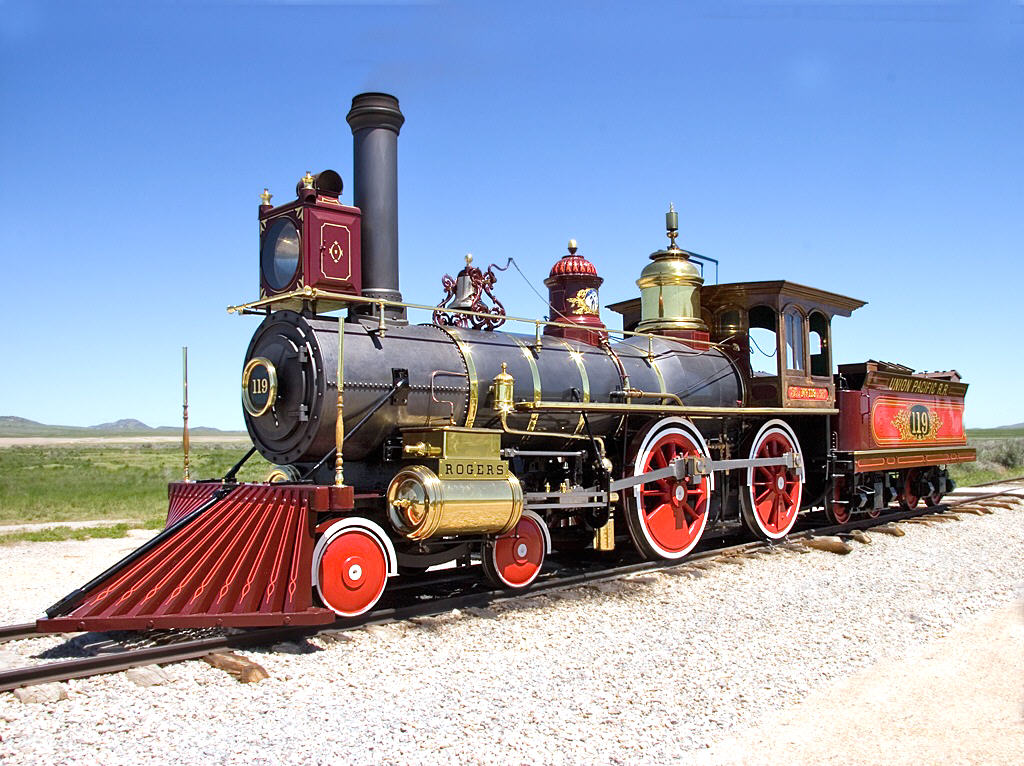
Locomotiva cu abur

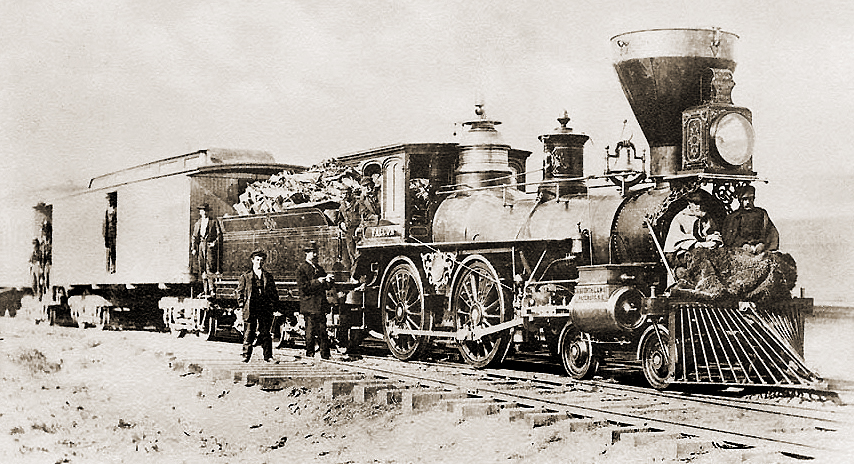
Locomotiva cu aburi in 1869

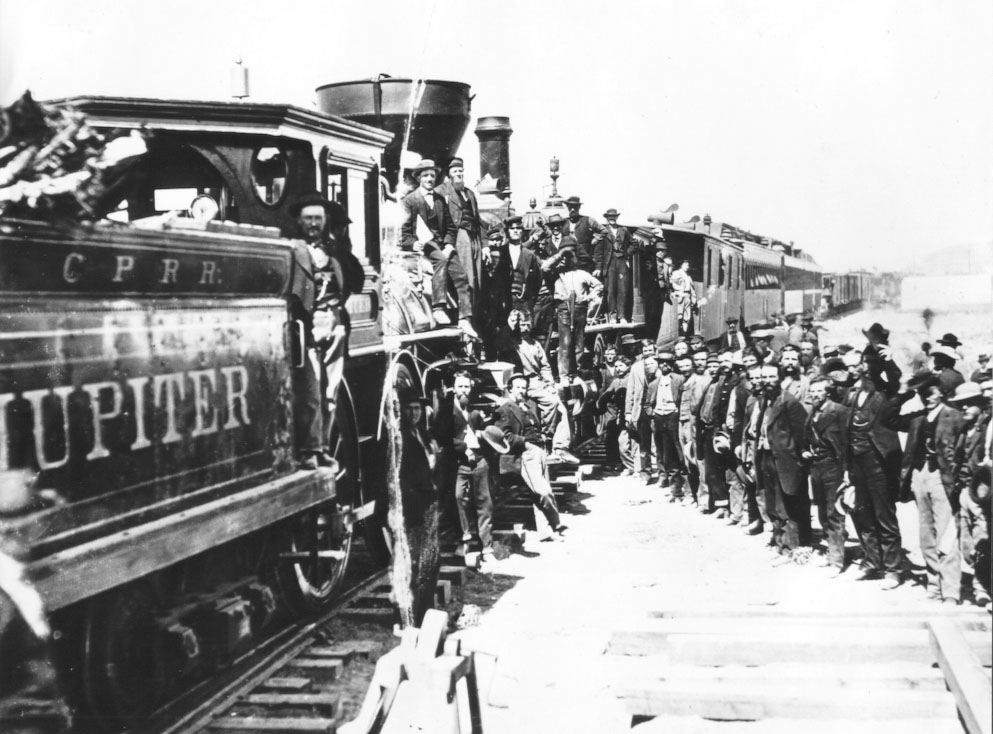
Finisarea caii ferate

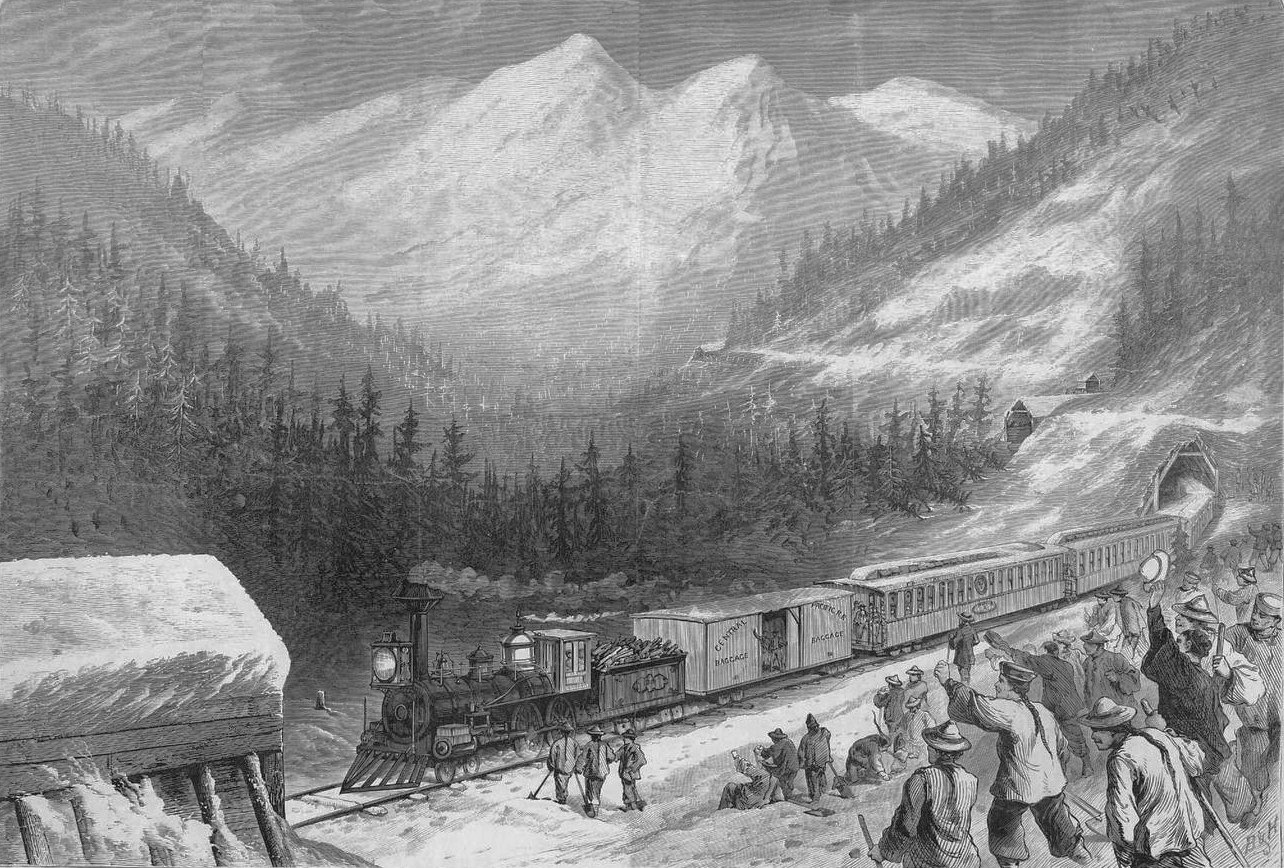
Chinezi lucrand la calea ferata in Nevada

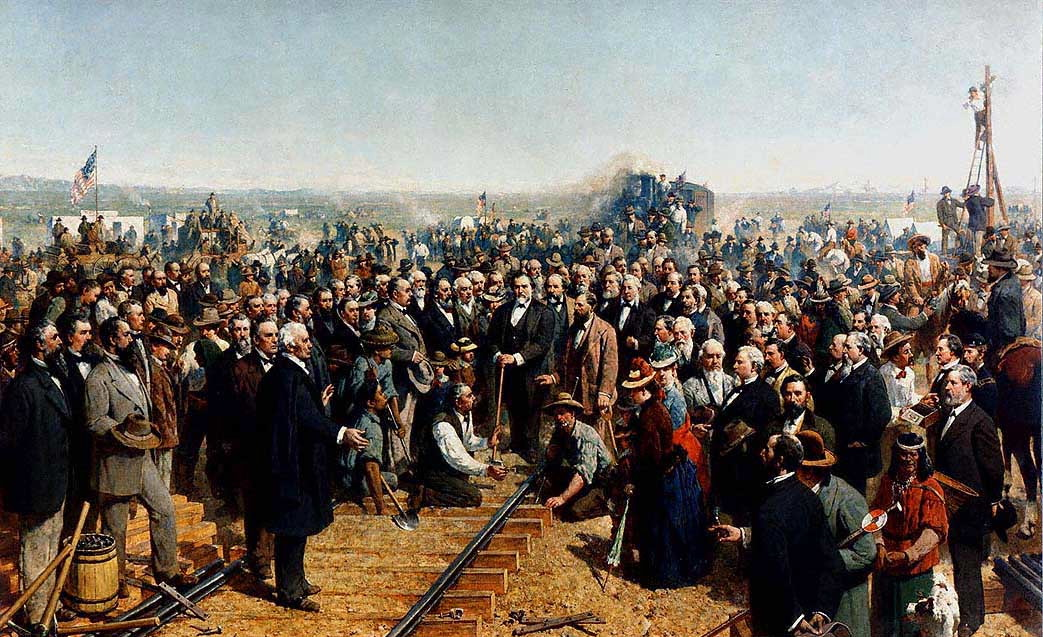
Ultima piesa-1869

Prima locomotiva cu aburi din America a aparut în 1830, iar în următoarele doua decenii,  șinelor de cale ferată au legat  mai multe orașe de pe Coasta de Est. Prin 1850, 9000 de kilometri de cale ferata au fost stabilite la est de Missouri (fluviu). În aceeași perioadă, primii colonisti au început să se deplaseze spre vest, în Statele Unite, această tendință a crescut dramatic după descoperirea aurului în California, în 1849. Călătoria pe uscat - pe munți, câmpii, râuri și deserturi - a fost riscanta și dificila, și mulți migranți au ales să călătorească pe mare, de a lua traseu de șase luni în jurul Cape Horn din varful Americii de Sud, sau sa se imbolnaveasca e febra galbena si alte boli la traversarea Istmului Panama, călătorind cu nava la San Francisco.
În 1845, antreprenorul Asa Whitney din New York, a prezentat o rezoluție Congresului,  propunand fonduri federale pentru extinderea cailor ferate spre Pacific. Eforturile de lobby în următorii câțiva ani au eșuat din cauza sectionalismului crescut în Congres, dar ideea a rămas. In 1860, un tanar inginer pe nume Teodor Iuda a fost identificat infamul Pass Donner în nordul Californiei, ca un loc ideal pentru construirea unei cai ferate formidabile care sa treaca prin muntii Sierra Nevada. Prin 1861, Iuda a înscris un grup de investitori in Sacramento, pentru a forma Central Pacific Railroad Company. Apoi el a condus  proiectul la Washington, unde i-a convins pe liderii Congresului, precum și președinte Abraham Lincoln, sa semneze Actul Pacific Railroad în anul următor. Central Pacific Railroad Company va începe construirea în Sacramento și va continua spre est spre Sierra Nevada, în timp ce a doua  companie, Union Pacific Railroad, va construi la vest de Missouri River, în apropiere de granița Idaho, Nebraska. Cele două linii de cale ferată se vor intersecta la mijloc (proiectul de lege nu desemna o locație exactă) și fiecare companie va primi 6.400 de acri de teren (mai târziu s-a dublat la 12.800) și 48.000 dolari în obligațiuni de stat pentru fiecare kilometru de cale ferată construit. De la început, construirea căii ferate transcontinentale a fost initiata drept  concurență între cele două companii.
În Occident, Pacific Central va fi dominat de "Big Four" - Charles Crocker, Leland Stanford, Collis Huntington și Mark Hopkins. Toți au fost oameni de afaceri ambițioși, fără experiență anterioară cu cai ferate, inginerie sau constructie. Au imprumutat masiv pentru a finanța proiectul, și au exploatat lacunele juridice pentru a obține cele mai multe fonduri de la guvern pentru construcția caii ferate planificate. Deziluzionat cu partenerii săi, Iuda a planificat  pentru a recruta noi investitori să le cumpere, dar a s-a imbolnavit de febra galbenă în timp ce traversează istmul Panama în drumul său spre est și a murit în noiembrie 1863, la scurt timp dupa ce Pacific Central a ghimpat primele șine de legături în Sacramento. Între timp, în Omaha, Dr. Thomas Durant a obținut ilegal un interes de control în Pacific Railroad Compania Union, oferindu-i autoritate deplină asupra proiectului. Deși Union Pacific a sărbătorit lansarea sa la începutul lunii decembrie 1863, puțini kilometri  vor fi finalizati până la sfârșitul   Războiului civil din 1865.
După, Generalul Grenville Dodge, un erou al Armatei Uniunii, a preluat controlul în calitate de inginer șef, iar  Union Pacific a început să se deplaseze spre vest, din mai 1866. Compania a suferit atacuri sângeroase asupra lucrătorilor săi de către nativii americani - inclusiv membri ai triburilor Sioux, Cheyenne si Arapaho - care au fost  amenințate de progresul  omului alb și al lui "cal de fier" pe locurile lor natale. Totuși, Union Pacific a construit    relativ repede sinele, față de progresul lent al companiei rivale prin Sierra. Așezările șubrede apărute langa calea ferata au devenit focare ale consumului de alcool, jocuri de noroc, prostituție și violență și producerea termenului mitic de durată: "Wild West".

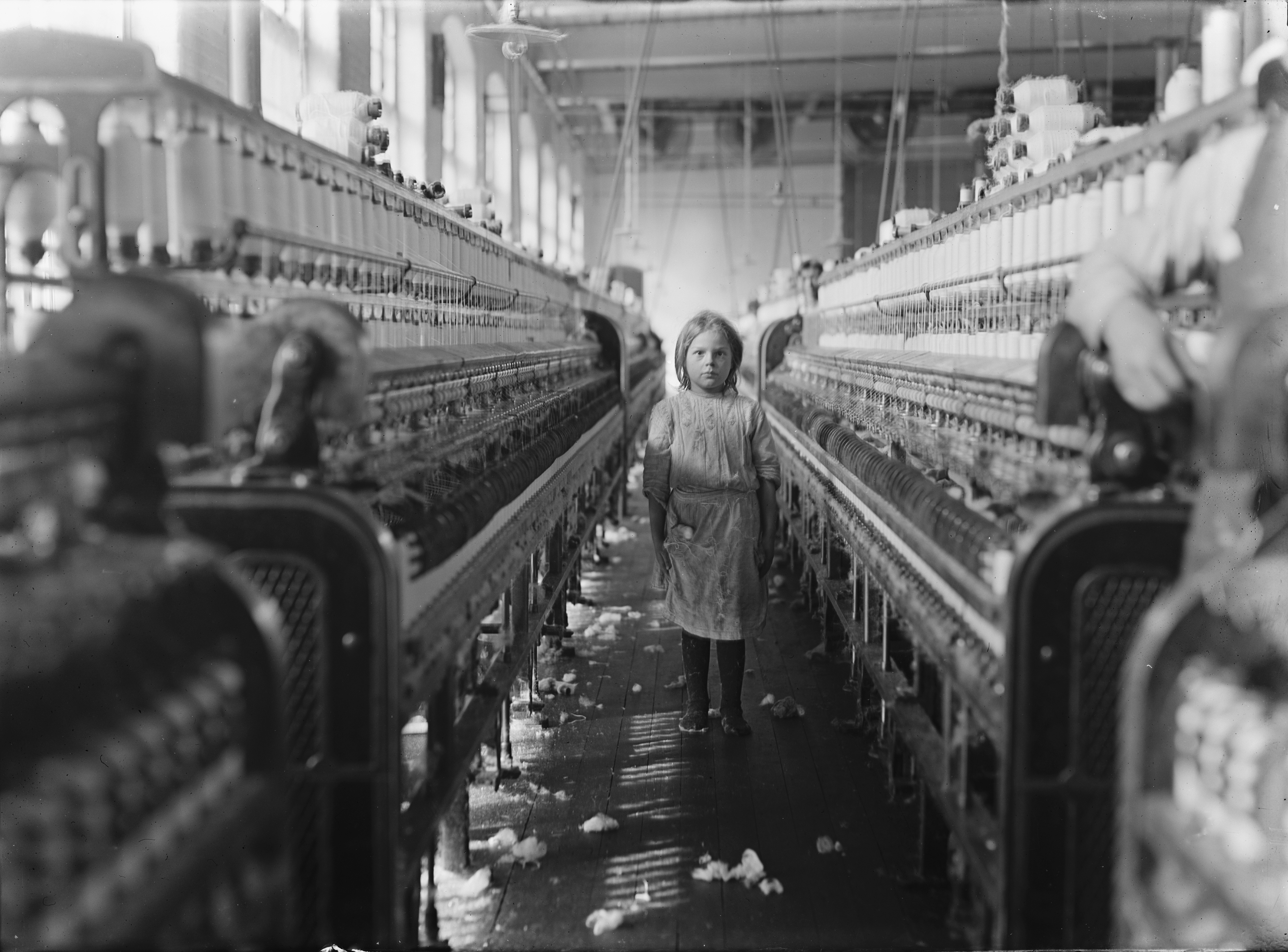
Child laborer

În 1865, după lupta cu muncitorii care protestau din cauza dificultății muncii mult prea crescute, Charles Crocker (care a fost responsabil de construcție pentru Pacific Central) a început angajarea muncitorilor chinezi. Până în acel moment, aproximativ 50.000 de imigranți chinezi locuiau pe Coasta de Vest, mulți au sosit in timpul Goanei de Aur. Acest lucru a fost controversat la timp, așa cum chinezii au fost considerati o rasă inferioară din cauza rasismului omniprezent. Muncitorii chinezi s-au dovedit a fi lucrători neobositi, și Crocker a angajat mai multi, 14.000 trudind în condiții brutale de lucru, în Sierra Nevada la începutul anului 1867. (Prin contrast, forța de muncă a Union Pacific a constat în principal din imigranți irlandezi și veterani de război civil ). Pentru a distruge munții, Pacific Central a montat scanduri uriase de lemn pe versantul vestic și au folosit praf de pușcă și nitroglicerina pentru a distruge tunelurile de  granit prin dinamitare.
Până în vara anului 1867, Union Pacific a ajuns în Wyoming, acoperind aproape de patru ori mai mult teren decat Pacific Central. Pacific Central a dinamitat tuneluri prin munti pana la sfârșitul lunii iunie, însă, și partea cea mai grea a fost în cele din urmă în spatele lor. Ambele intreprinderi s-au  îndreptat către Salt Lake City, construind poduri de calitate inferioara sau tronsoane care ar trebui să fie reconstruite mai târziu.
Până la începutul anului 1869, companiile se aflau inca in toiul muncii, iar în martie noul regim al președintelui Ulysses S. Grant a anunțat că va reține fondurile federale până când cele două companii feroviare au convenit asupra unui punct de întâlnire. Ei au decis locul de intalnire la Summit-ul de Promontory, la nord de Marele Lac Sarat, unele 690 kilometri de Sacramento și 1086 km de Omaha. Pe 10 mai, dupa mai multe amanari, o mulțime de lucrători si demintari au privit ansamblarea piesei finale ce leagă sinele construite de Pacific Central și  sinele construite de Union Pacific. Cabluri Telegraph au anuntat imediat vestea președintelui  Grant in toata țară că căii ferate transcontinentale au fost finalizate.

## A doua revoluție industrială

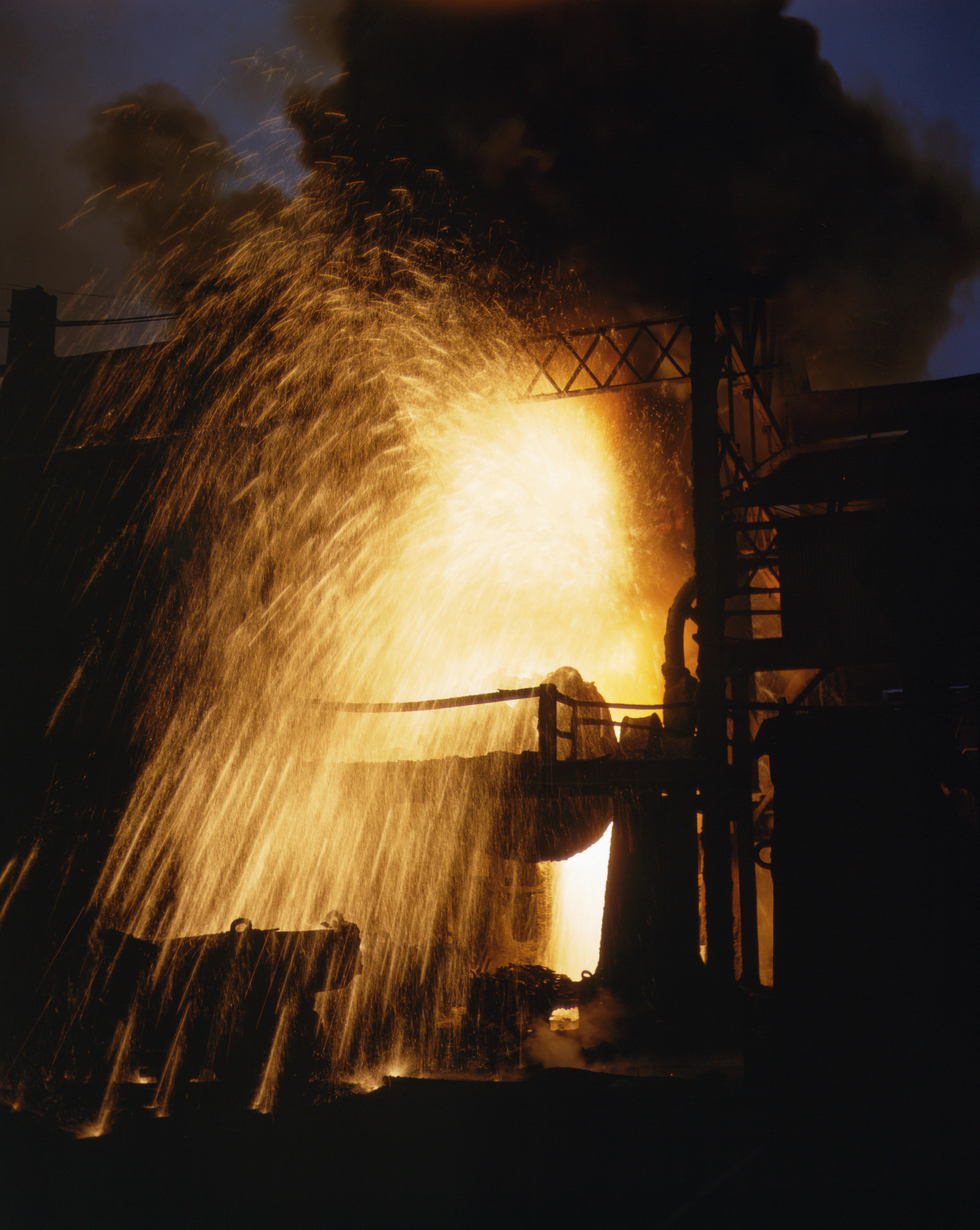
Procesul Bessemer ce va dezvolta industriile metalurgice (va converti fierul in otel)

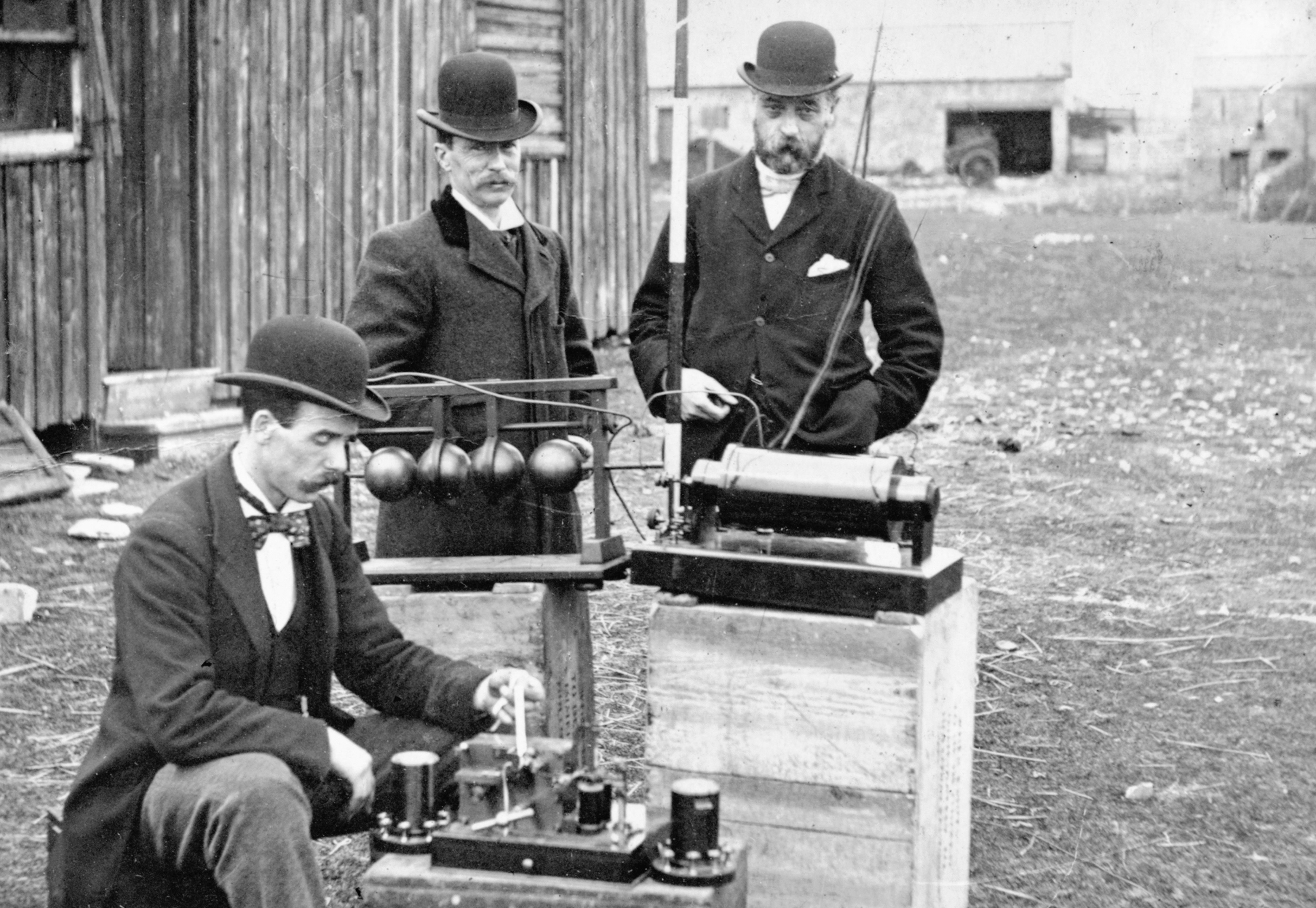
Ingineri ce folosesc Telegraful

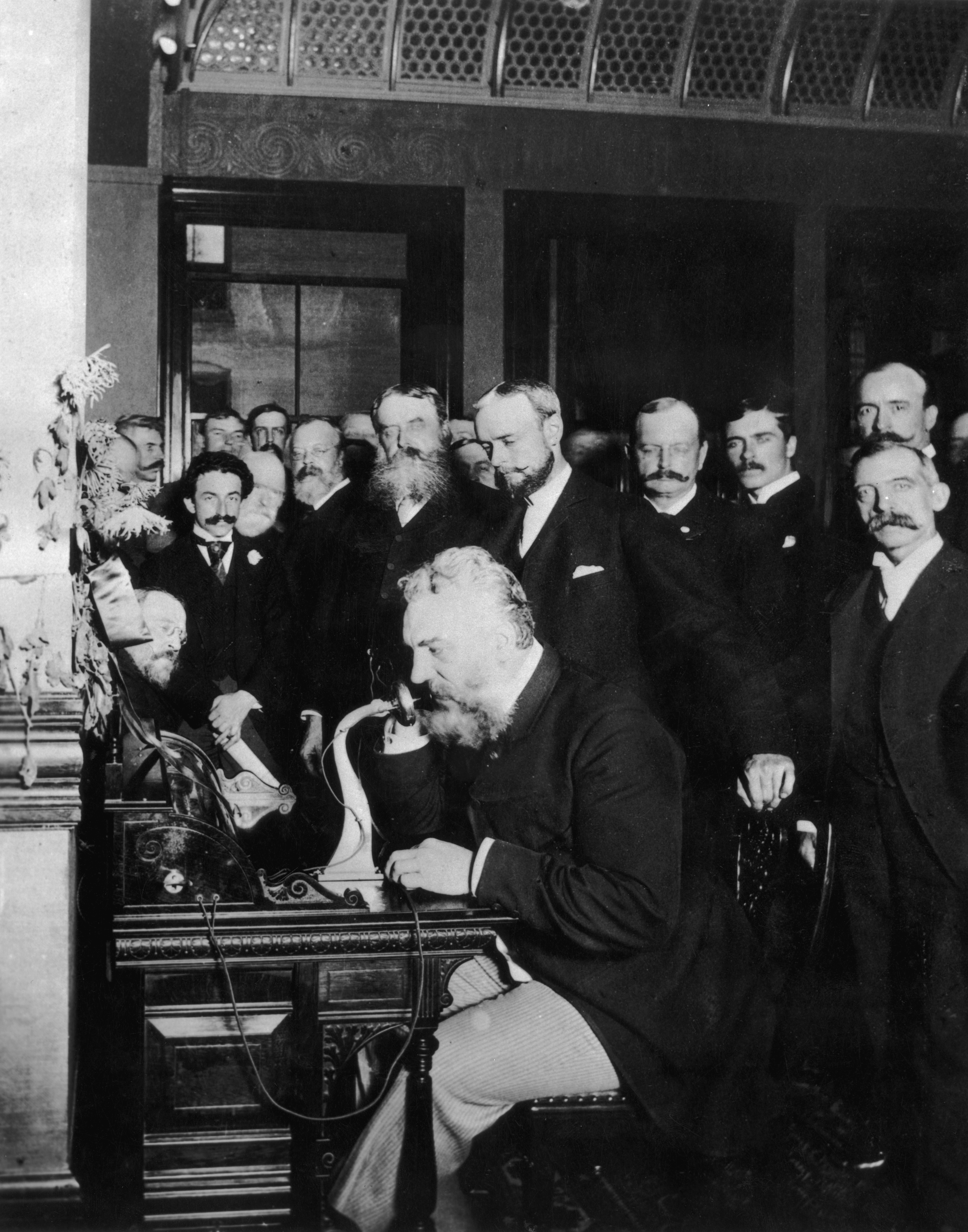
Alexander Graham Bell vorbeste la telefon

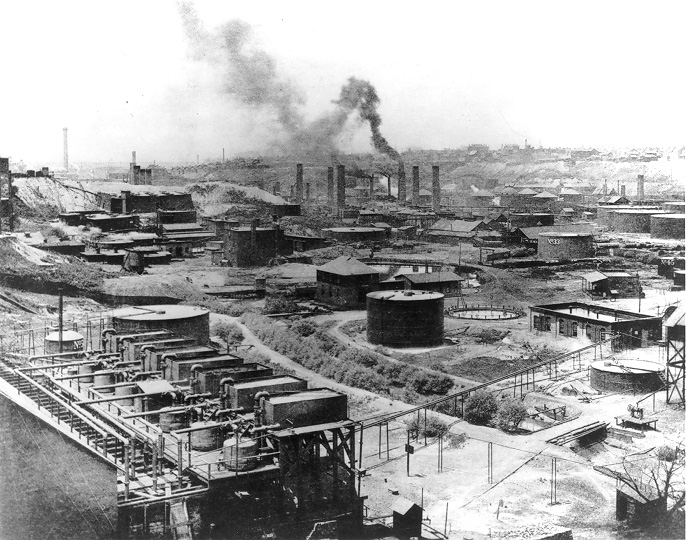
Standard Oil

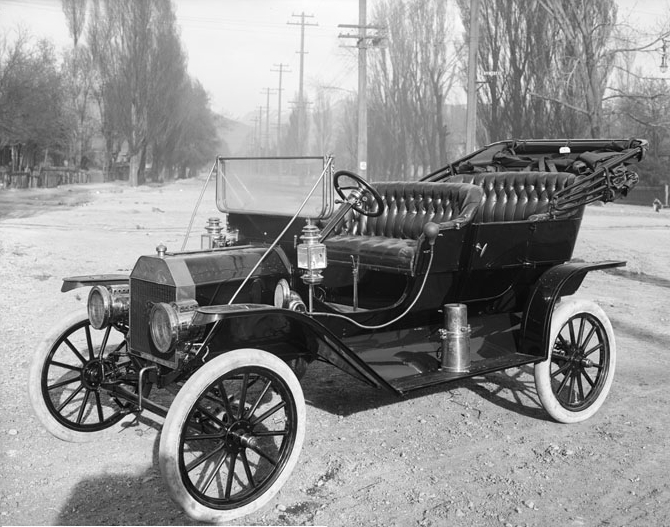
Modelul Ford-T

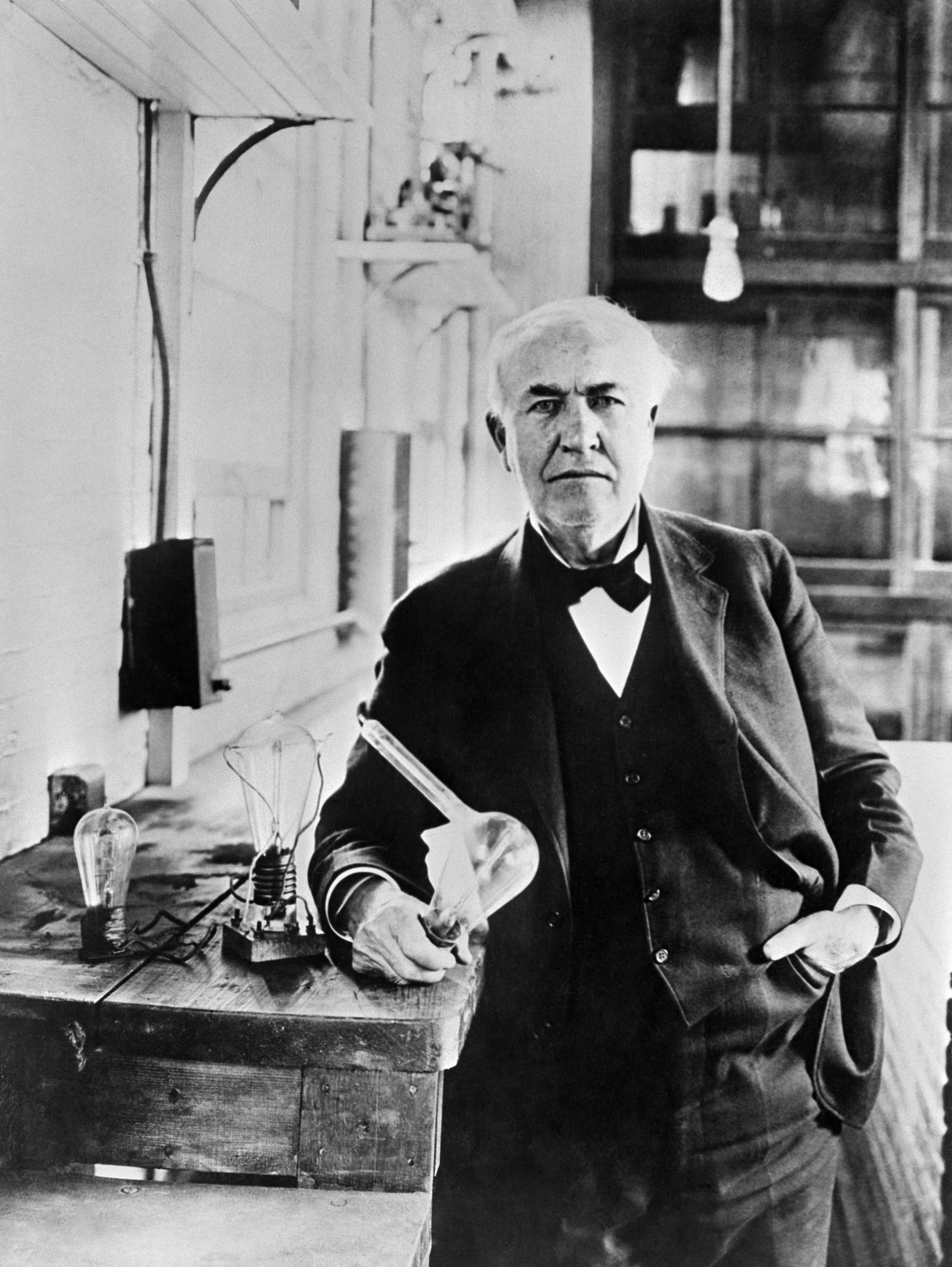
Thomas Edison cu primul Bec incandescent

Din 1865 pana in 1913, SUA a devenit cea mai mare putere industriala. Teritoriu larg, forta de munca mare, diversitatea climatica, ampla prezenta a cailor ferate si a raurilor navigabile si resursele naturale pentru a fi extrase si prelucrate in energie, transportul rapid si disponibilitatea capitalului care a incurajat cea de-a doua revolutie industriala. Cand prima revolutie industriala a făcut trecerea de la ghilde la fabrici, cea de-a doua revolutie industriala a constat in organizarea, coordonarea si extinderea industriei la scara mare, pe baza avansarii tehnologice si dezvoltarii transportului. Caile ferate au fost deschise in vest, creand ferme, orase si magazine ce nu au existat pana atunci. Prima cale ferata transcontinentala, construita de antreprenori cu banii britanicilor si munca bruta a irlandezilor si chinezilor, a oferit acces la extinderea teritoriului. Construirea cailor ferate au adus oportunitati pentru capital, credite si pentru cei care aveau sa devina fermieri.
Noile tehnologii ale fabricarii fierului si otelului, ca procesul Bessemer si fabricilor cu vatre deschise, combinate cu inovatii similare in chimie si alte stiinte au dus la cresterea productivitatii. Noi unelte de comunicare, ca telegraful si telefonul le-au permis Manageriilor companiilor să-și coordoneze treburile pe distanțe mari. Inovațiile au contribuit, de asemenea, la organizarea lucrului, caracterizate prin idei de Frederick Winslow Taylor in  managementului științific.
Pentru finantarea intreprinderilor la scara larga in aceasta era, corporația a devenit forma dominantă de organizare a afacerilor. Corporatiile s-au extins, de la simple firme izolate la trusturi (forma monopolului).
Tarifele ridicate au adăpostit fabrici din SUA și lucrători de concurența străină, în special în industria de lână. Terenul federal li se acordau investitorilor îmbogățiti, fermieriilor și lucrătoriilor de cale ferată, aparand sute de orașe. De multe ori insa, sindicatele, care pretindeau protectia muncitorilor, intocmeau procese juridice pentru usurarea sau oprirea muncii si incitau la organizarea grevelor. In urma taierilor de salarii, s-au organizat greve care s-au sfarsit sangeros, ca Marea greva ferata din  1877, protestul de la Haymarket (1886), Greva Pullman, Greva de la Homestead(1892) sau greva Lawrence Textile din 1912.
Industriasi puternici, giganti financiari, ca Andrew Carnegie, John D. Rockefeller si  Jay Gould, cunoscuti ca baroni talhari, si-au mentinut puterea si averea. In contextul distrugerii competitiei pentru acumularea averilor, forța de muncă calificata de artizani a rezultat lucrători calificați bine plătiti și ingineri, așa cum națiunea s-a axat pe tehnologie. Între timp, un flux constant de imigranți au încurajat disponibilitatea forței de muncă ieftina, mai ales în minerit și de fabricație.
Au aparut o serie de inovatii:Alexander Graham Bell a inventat telefonul, Thomas Alva Edison a realizat invenții în domeniul electricității (becul cu filament), telefoniei, al sistemului de transmisie multipla a telegramelor, înregistrării mecanice a sunetului (fonograful) și cinematografiei - kinetoscopul; Emile Berliner a inventat gramofonul;Robert Fulton - vaporul cu aburi; Eli Whitney – mașina de egrenat (bumbac); John Bardeen, Walter Brattain, William Shockley – Tranzistorul; Nikola Tesla – motorul electromagnetic; Orville Wright, Wilbur Wright – avionul; Samuel Colt - revolverul Colt; Charles Goodyear - vulcanizarea cauciucului; John Browning - armele automate si Samuel Morse si cu Alfred Vail - telegraful si semnalele telegrafice.
Cornelius Vanderbilt a făcut avere în transportul maritim și în industria feroviară. Andrew Carnegie fost proprietarul a "Carnegie Steel Company". J. P. Morgann a aranjat fuziunea companiilor Edison General Electric și Electric Thomson-Houston pentru a forma General Electric. De asemenea a fondat United States Steel Corporation de pe urma celei mai scumpe achizitionari din istorie - Steel Company ce-i apartinuse lui Carnegie, facandu-l de pe urma acestei vanzari cel mai bogat om de pe planeta la momentul respectiv. John D. Rockefeller  a fost fondatorul a Standard Oil Company, cea care a dominat industria de petrol și a fost primul mare trust de afaceri din SUA. În timp ce e kerosenul și benzina au devenit importante, bogăția lui Rockefeller a crescut, el devenind cel mai bogat om din lume și primul american care a avut mai mult de un miliard de dolari. De pe urma cererii pe piata a benzinei, Henry Ford a profitat foarte mult, fiind fondator al industriei americane de automobile, a întemeiat Ford Motor Company (1903), autor al unui nou mod de organizare a producției industriale, cunoscut sub denumirea de fordism sau productia in masa.

## Prohibiția în Statele Unite ale Americii

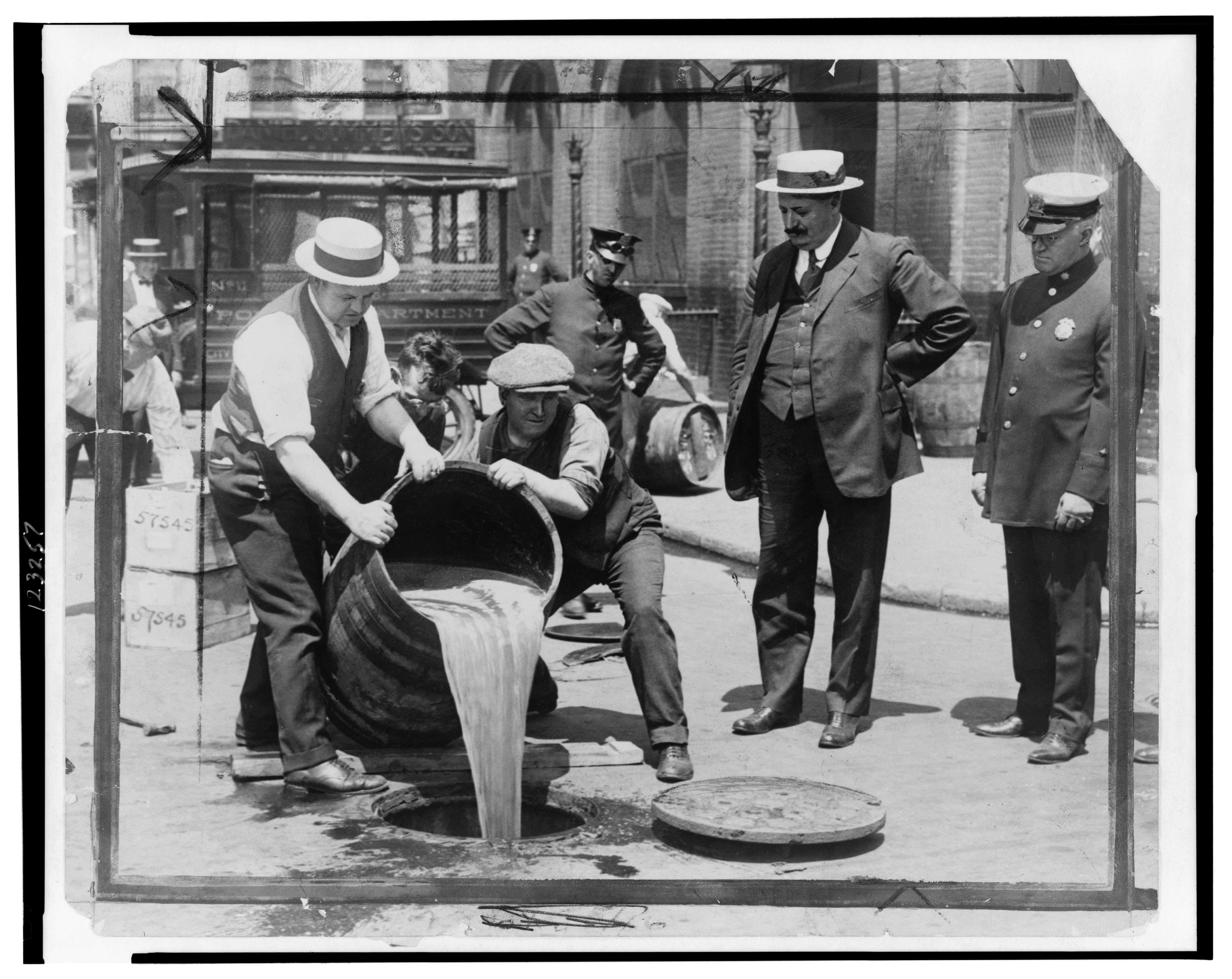

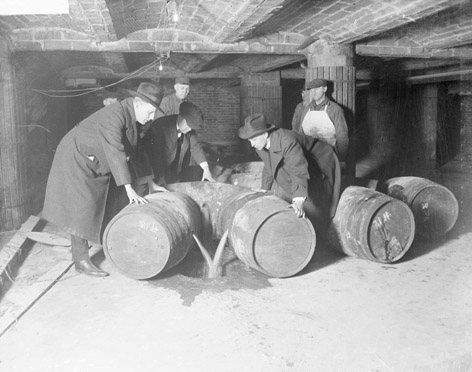

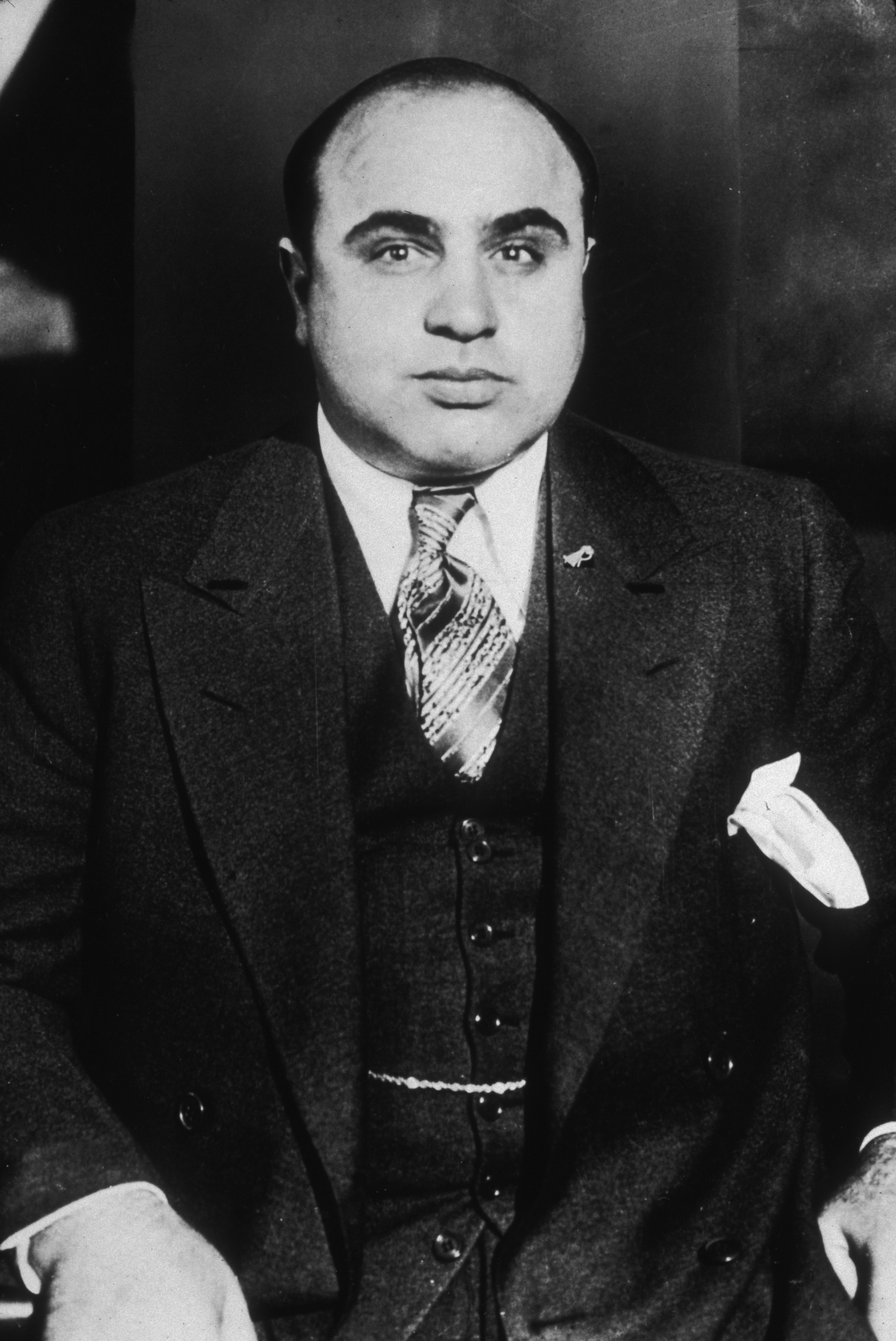
Al Capone

Pe 16 ianuarie 1920, in Statele Unite ale Americii intra in vigoare cel de-al 18-lea amendament, care interzicea producerea, vanzarea, importul si exportul bauturilor ce aveau mai mult 0,5% alcool, fiind considerate "toxice". Americanii au gasit insa o multime de solutii pentru a ocoli prohibitia: poate ca una dintre cele mai inedite a fost devierea cursului unui rau de la granita dintre Canada si SUA, prin albia căruia, timp de cateva zile, a curs whisky.
Se dorea in a limita cumva consumul abuziv de alcool, vazut drept un compartament inadecvat social sau, mai rau, un afront pentru morala protestanta. Pentru perioada mai recenta insa, un rol esential in introducerea prohibitiei l-au avut cultele protestante.
Inca inainte de momentul 1920, unele state aveau deja o legislatie care interzicea baturile alcoolice. Astfel, Kansas le interzisese deja din 1881. Carrie Nation a devenit celebra: intra in saloane, ii certa pe clienti si isi folosea toporul pentru a distruge sticlele cu batura. S-a creat Grupul de Prohibitie Carrie Nation, ai carui activisti intrau in saloane, cantau, se rugau si le cereau cu insistenta patronilor de saloane sa nu mai vanda alcool.
La inceputul secolului XX insa, datorita miscarii de reforma sociala numita Progresism, sustinerea pentru prohibitie a crescut semnificativ in toata societatea americana.
In general, se opuneau elitele, clasa de mijloc urbana, dar si grupuri din mediile rurale. In timp ce suporterii prohibitiei erau numiti „uscati”, oponentilor li se spunea „uzi”.
Saloanele reprezentau in imaginarul unei elite urbane destul de sofisticate locuri ale pierzaniei, unde alcoolul, prostitutia si criminalitatea se impleteau intr-un mod negativ pentru moralitatea comunitatilor. In fapt, cu rare exceptii, saloanele din oraselele americane de la sfarsitul secolului al XIX-lea erau centre de socializare, de multe ori sedii pentru adunari religioase sau / si civice, nu puncte de raliere a criminalilor.
In timpul prohibitiei, contrabanda, criminalitatea si infractionalitatea urbana s-au dezvoltat ca raspuns la cererea de baturi alcoolice. Producerea ilegala si distributia de alcool a crescut, in timp ce autoritatile nu aveau mijloacele necesare de a impune respectarea acestor reglementari. Problema a fost ca nu au investit bani la nivel federal pentru aplicarea legii, pentru a exista agenti, suficiente forte. Erau 1.500 de agenti pentru toata tara ceea ce era absolut insuficient. Pana in 1925, numai in New York erau intre 30.000 si 100.000 de cluburi unde se vindea bautura, iar americanii au dat dovada de inventivitate pentru a face rost de bauturi. De asemenea, productia legala de vin sfant (folosit in diferite ocazii religioase) a sporit neasteptat de mult in timpul prohibitiei.
Distileriile si berariile din Canada, Mexic si din Caraibe au inflorit, iar produsele lor erau consumate de americani veniti in vizita sau importate ilegal in SUA. Chicago a devenit cunoscut pentru cei care faceau afaceri ilegale cu alcool. Multi dintre gangsterii din Chicago, inclusiv Al Capone si Bugs Moran, au obtinut milioane de dolari prin vanzari ilegale de alcool. Pana la sfarsitul decadei, Capone controla 10.000 de baruri din Chicago si conducea contrabanda cu bauturi alcoolice din Canada in Florida.
Masacrul din  Ziua Sfântului Valentin ce a avut loc in  1929 a constat in uciderea a șapte asociați mafioti, in urma conflictului dintre două bande criminale puternice din Chicago din timpul Prohibitiei: gasca italiana South Side condusa de Al Capone și gasca irlandeza North Side  condusa de Moran. Foști membri ai Egan's Rats au fost, de asemenea, suspectati că ar fi jucat un rol important în incident. Al Capone a dominat lumea interlopă din Chicago, ajungând conducătorul unei mari rețele de crimă organizată („Chicago Outfit”), obținându-și veniturile din afaceri de jocuri de noroc ilegale, din rețele de bordeluri, iar în anii regimului Prohibiției în SUA, din trafic ilegal de băuturi alcoolice, la care se adăuga extorcarea de bani sub forma taxelor de protecție. Până astăzi numele său se leagă de noțiunea de spălare a banilor, Al Capone camuflându-și sursele încasărilor sale, prin unele afaceri aparent banale ca spălătorii, vânzare de mobilă veche și antichități, etc., pe care le prezenta ca fiind ocupația sa oficială.
Deși a reușit multă vreme să se sustragă justiției și să nu fie niciodată găsit vinovat pentru crimele violente comise de «sindicatul crimei » pe care l-a condus, cariera sa de gangster s-a încheiat de fapt în 1931 când guvernul federal a reușit să-l facă judecat și condamnat pentru evaziune fiscală. A petrecut în continuare mai mulți ani în închisori, între care vestita Alcatraz, unde a fost inchis în detenția sa cea mai lungă.
In afara de scaderea prohibitiei in popularitate, efectele marii crize si lipsa impozitarii veniturilor din alcool au afectat bugetul de stat. Pe 23 martie 1933, presedintele Franklin Roosevelt a semnat un amendament la Actul Volstead, cunoscut drept Actul Cullen-Harrison, care permitea producerea si vanzarea de bere cu 3,2% alcool si a vinurilor usoare. Cand semna amendamentul, Roosevelt a făcut remarca sa celebra: „Cred ca e timpul pentru o bere”. Cateva luni mai tarziu a fost ratificat al 21-lea amendament, care l-a abrogat pe cel care introdusese prohibitia.

## Politicile externe
De la sfarsitul secolului XIX, SUA incepea sa se implice la nivel international, desfasurand razboaie in alte tari.

#### Filipine
In Războiul Filipino-American din anii  1899-1913, Statele Unite a confruntat un  grup de revoluționari filipinezi, în urma căruia Statele Unite a colonizat Filipine și a desființat Republica Filipine.

#### Războiul spaniolo-american
In Războiul spaniolo-american din  aprilie 1898 a contat in interventia diplomatica americana langa Spania în favoarea cubanezilor, cerând acesteia rezolvarea pașnică a problemei independenței Cubei față de fosta mare putere colonială a ambelor Americi. Declanșarea conflictului militar s-a produs odată cu refuzul net al Spaniei, la care s-a adăugat sentimentul expansionist, încă puternic, al Uniunii de a trece în posesia federației teritoriile spaniole din America și Oceanul Pacific, insulele Cuba, Puerto Rico, Filipine, Guam și Caroline. Răscoalele din Havana ale așa-numiților Voluntarios prospanioli au dat Statelor Unite motiv de a trimite nava de război USS Maine. Războiul s-a terminat după victoriile navale decisive ale Statelor Unite în Filipine și în Cuba. La doar 109 zile de la izbucnirea războiului, tratatul de la Paris, care a pus capăt conflictului, a dat Statelor Unite fostele colonii spaniole Porto Rico, Filipine și Guam. Sub jurisdicția Guvernului Militar al Statelor Unite, SUA a ocupat Cuba până în 1902.

#### America Latină
Războaiele bananiere (Banana Wars) a fost o serie de acțiuni militare ale Statelor Unite ale Americii îndreptate împotriva unor țări și teritorii din America Centrală și zona Caraibilor, efectuate între 1898 - 1938. Războaiele bananiere au început cu războiul Hispano-American din 1898, care a adus Statelor Unite controlul asupra Cubei și Puerto Rico și s-au finalizat în 1934 odată cu retragerea trupelor americane din Haiti și începutul politicii de bună-vecinătate, efectuată de administrația Roosevelt.

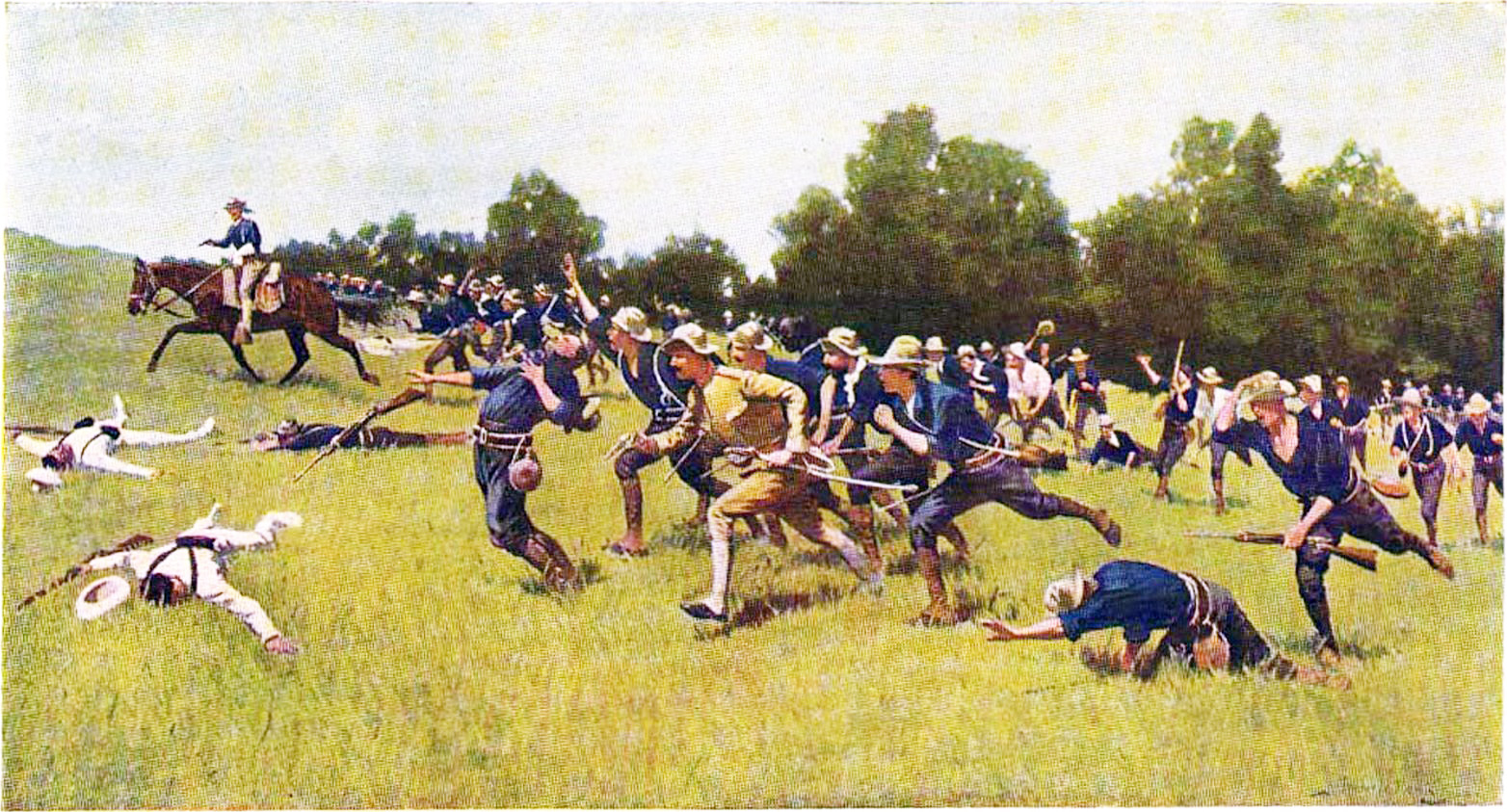
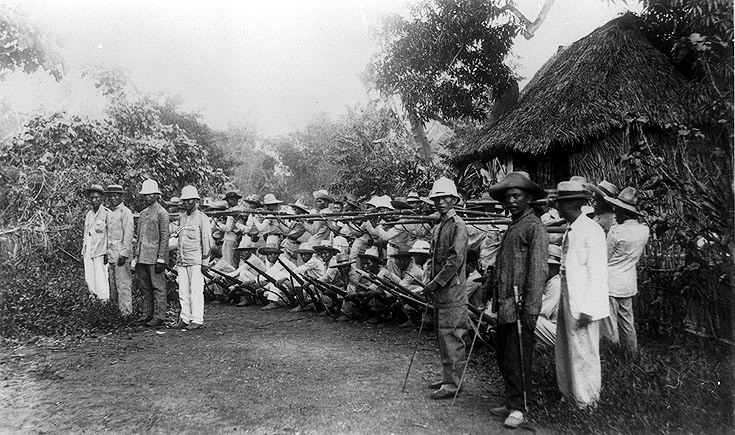

## Minuni arhitecturale

### Statuia Libertății

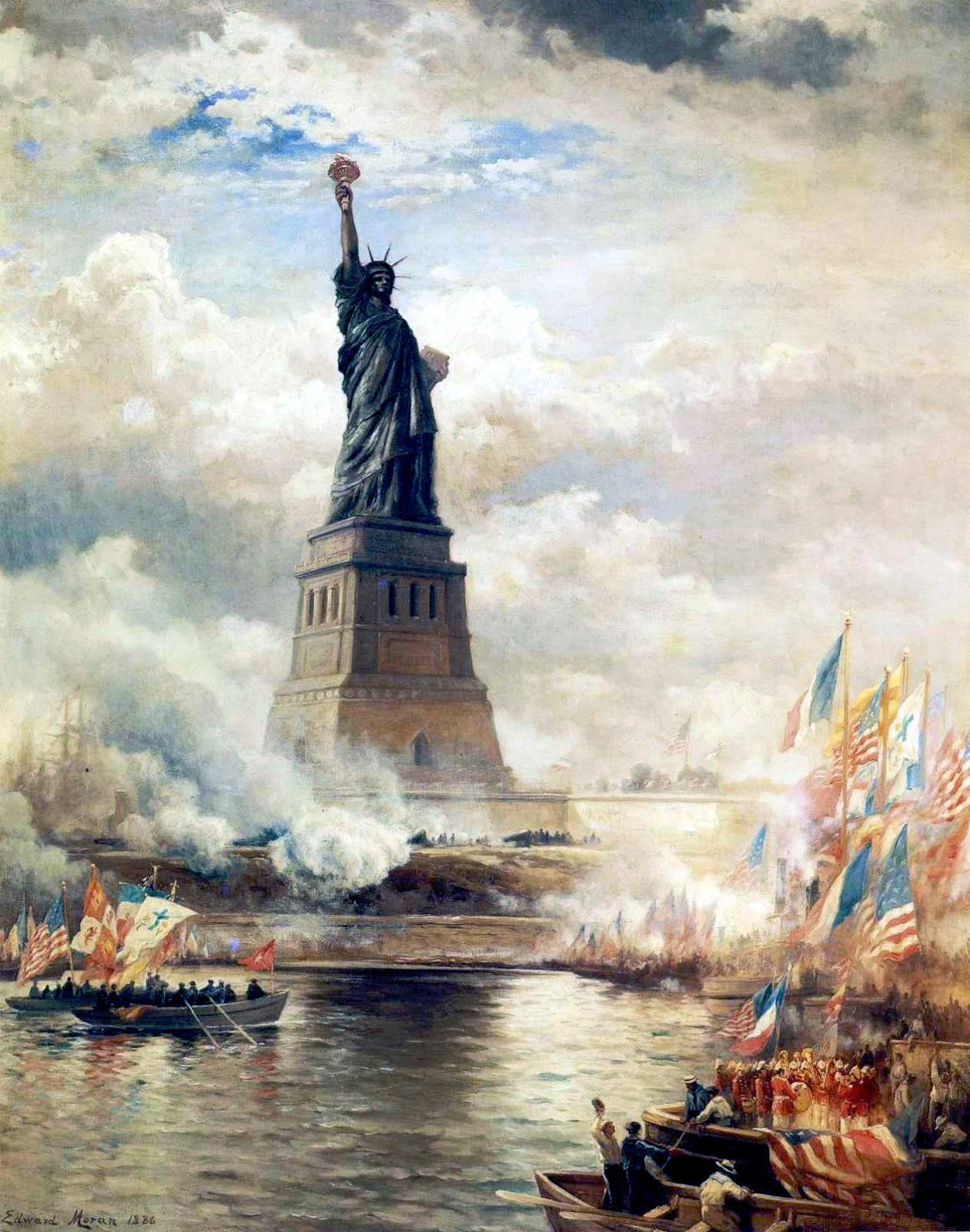
Statuia Libertatii

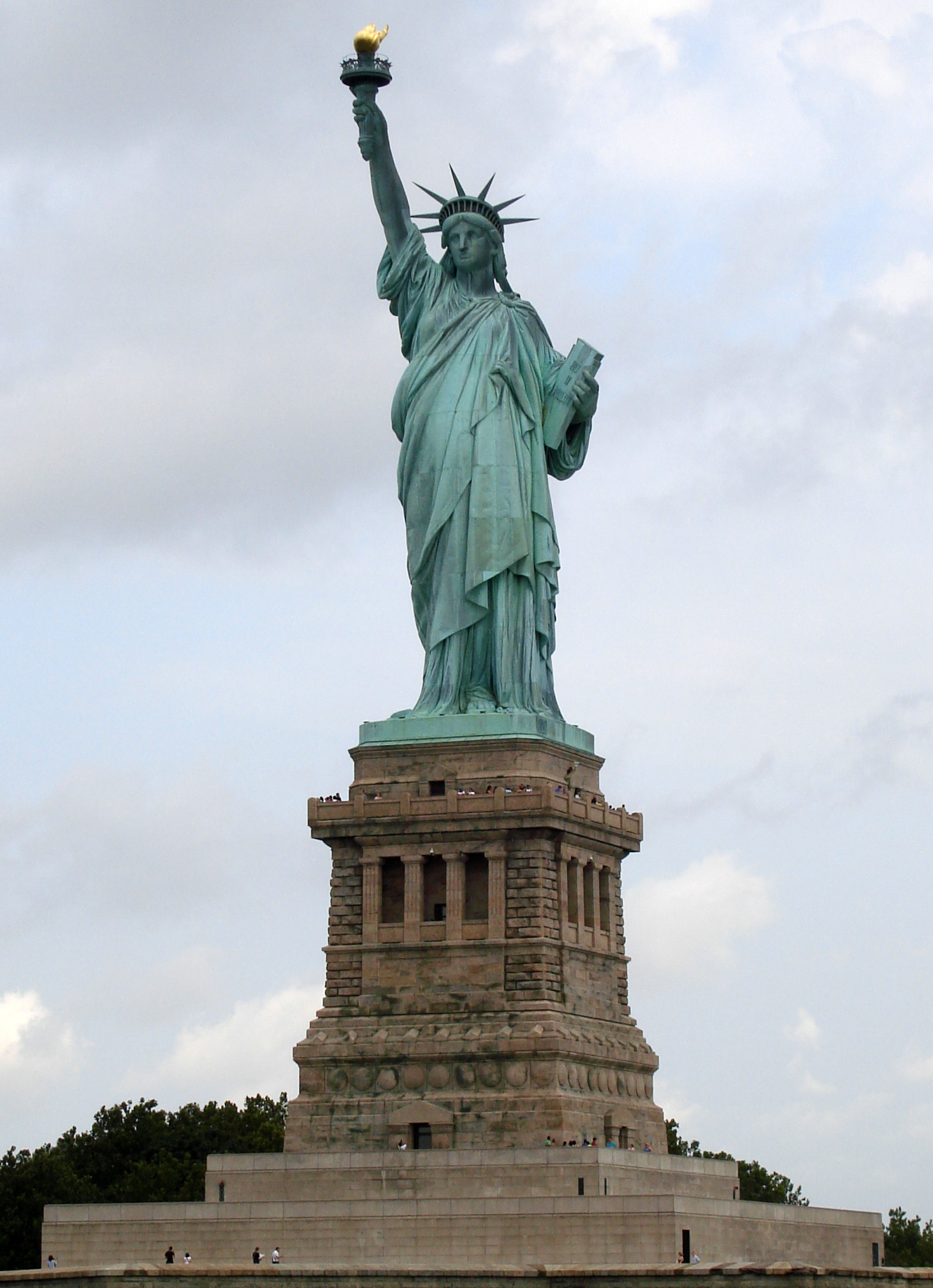

În jurul anului 1865, istoricul francez Edouard de Laboulaye a propus ca Franța sa creeze o statuie pentru a o darui Statelor Unite în celebrare a succesului acestei țări în construirea unei democrații viabile. Sculptorul Frédéric Auguste Bartholdi, cunoscut pentru sculpturile largi, a câștigat Comisia de partea sa, scopul fiind proiectarea unei statui care sa comemoreze   centenarul de la Declarația de Independență în 1876. Proiectul va fi un efort comun între cele două țări - poporul francez au fost responsabile pentru statuie, în timp ce americanii au  construi piedestalul pe care va sta - și un simbol al prieteniei dintre popoarele lor.
Având în vedere necesitatea de a strange fonduri pentru statuie, lucrarea la sculptura nu a  fost începuta până în 1875. Creatia masiva a lui Bartholdi, intitulata "Statuia Libertății  lumineaza lumea", era descrisa ca o femeie care deține o torță ridicata in mâna dreaptă și o tabletă în stânga ei, pe care a fost gravata data adoptării Declarației de independență pe "4 iulie 1776". Bartholdi, a declarat ca a modelat fața femeii după ce al mamei sale, cu foi de cupru pentru a crea "pielea" statuii (folosind o tehnica numita repousse) purtand o coroana cu 7 varfuri. Pentru a crea scheletul pe care trebuia  asamblata pielea, el l-a numit pe Alexandre-Gustave Eiffel, creatorul Turnului Eiffel din Paris. Împreună cu Eugène-Emmanuel Viollet-le-Duc, Eiffel a construit un schelet din stâlp de fier și oțel, care a permis pielea de cupru sa fie ansamblata, o condiție necesară pentru vânturile puternice în locația aleasă, New York Harbor.
În timp ce activitatea a continuat în Franța la statuia reala, eforturile de strângere de fonduri a continuat în Statele Unite pentru piedestal, inclusiv concursuri, beneficiile și expoziții. Aproape de final, jurnalistul Joseph Pulitzer s-a folosit de ziarul sau, World, pentru a primi ultimele fonduri necesare. Proiectat de arhitectul american Richard Morris Hunt, soclul statuii a fost construit in curtea Fort Wood, o fortareata construita pentru războiul din 1812 și situata pe insula Bedloe, in vârful de sud al Manhattan-ului din Upper New York Bay.
In 1885, Bartholdi a finalizat statuia, care a fost demontata, ambalata în mai mult de 200 de lăzi, și transportata la New York, pentru a ajunge in iunie la bordul fregatei franceze Isere. De-a lungul următoarele patru luni, muncitorii au reasamblat statuia și montat-o pe piedestal. Inălțimea sa a ajuns la 305 de picioare (93 de metri), inclusiv cu tot cu piedestal. La 28 octombrie 1886, președintele Grover Cleveland a inagurat oficial Statuia Libertății în fața a mii de spectatori.

### Brooklyn Bridge

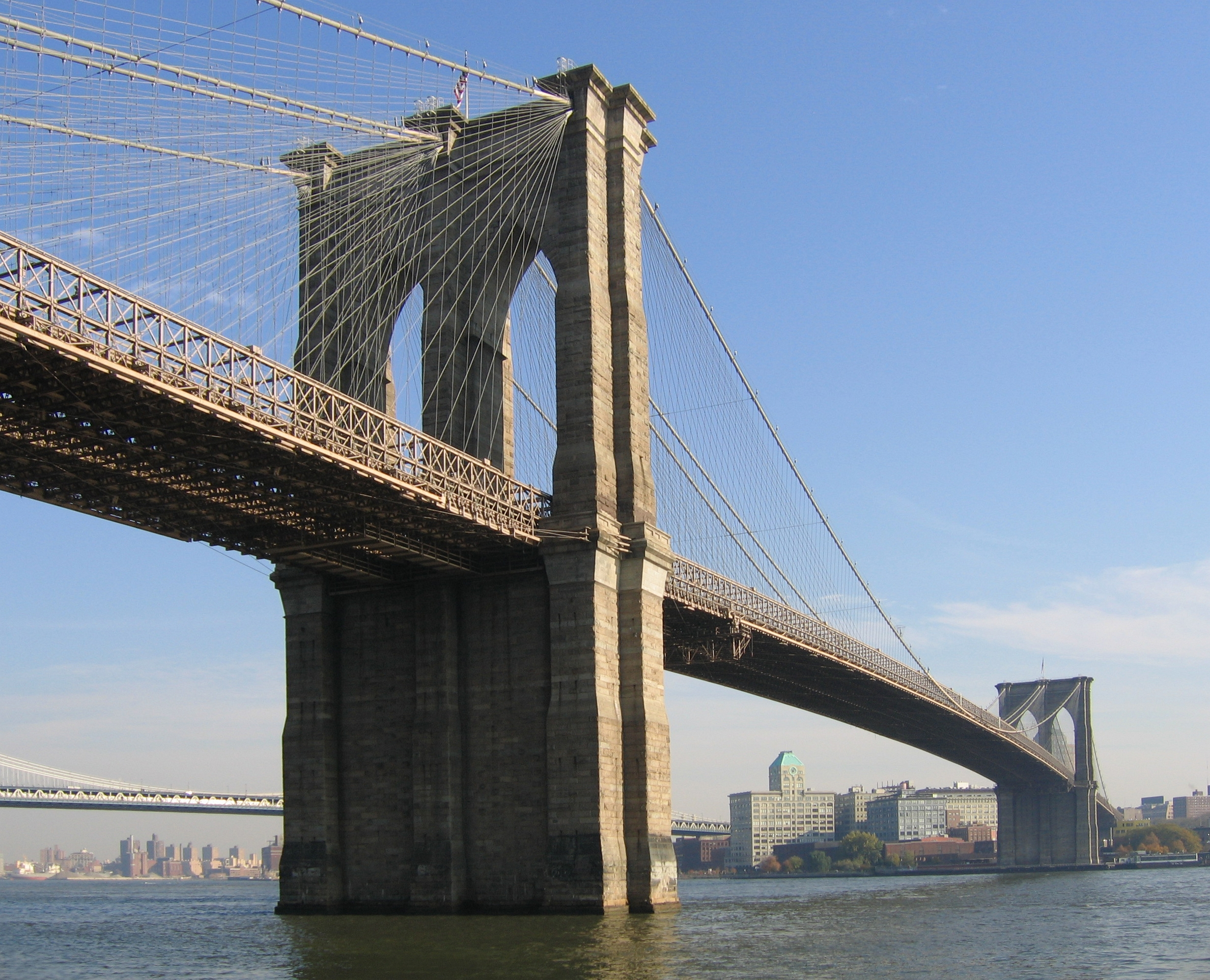
Brooklyn Bridge

Finalizat în 1883, leagă cartierele Manhattan si Brooklyn din New York City, traversând East River. Având 1.825 m lungime, a fost cel mai lung pod suspendat din lume de la deschiderea sa și până în 1903, și primul pod suspendat pe cabluri din sârmă de oțel.
Începând cu 1883, turnuri de granit și cabluri de oțel au oferit o trecere în condiții de siguranță și pitoresc a milioane de navetiști și turiști, trenuri și biciclete și mașini. Construcția podului a durat 14 ani, a implicat 600 de muncitori si a costat 15 milioane de dolari (mai mult de 320 milioane dolari în dolari de astăzi). Cel puțin două duzini de oameni au murit în acest proces, inclusiv designerul original. Acum, mai mult de 125 de ani, această caracteristică iconic al New York City Skyline are încă aproximativ 150.000 de vehicule și pietoni în fiecare zi.

## Banca Centrală

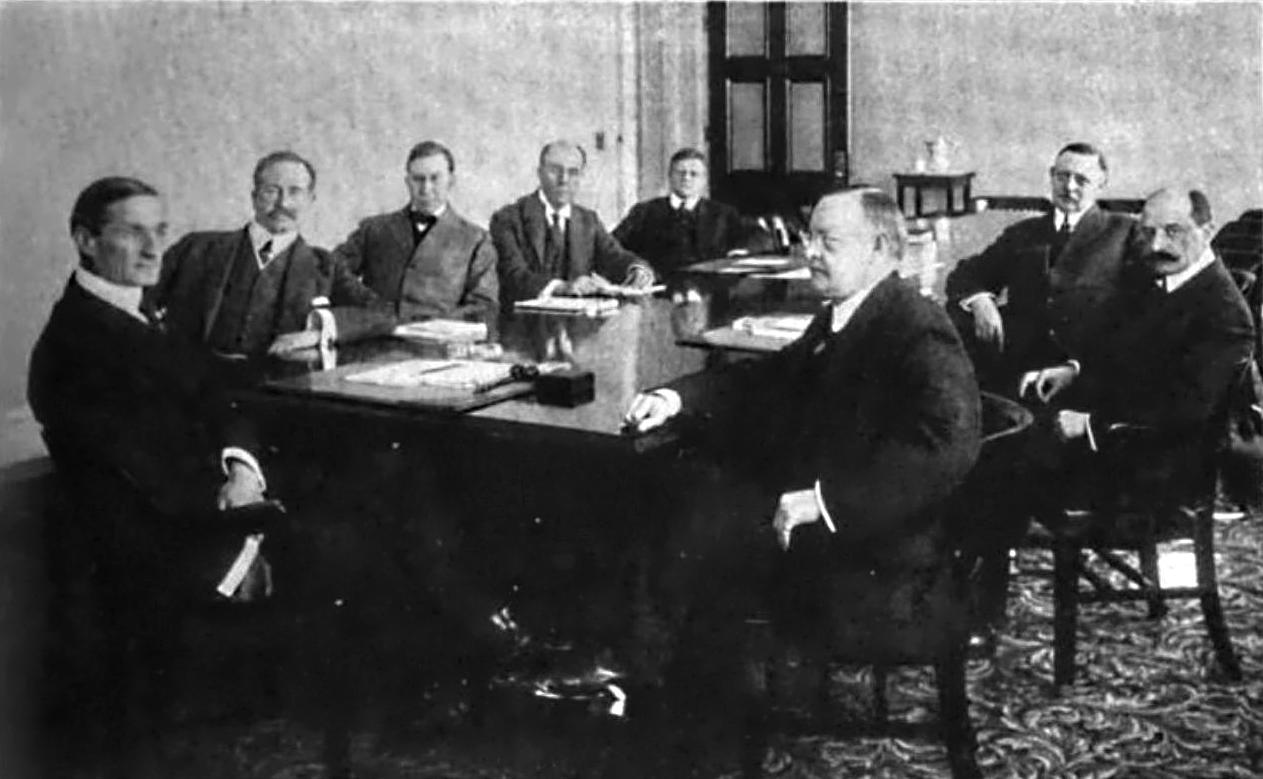
United States Federal Reserve Board, 1917

Rezerva Federală a SUA a fost creata de Congresul SUA prin trecerea Federal Reserve Act în Senat și semnarea sa de către președintele Woodrow Wilson în aceeași zi, pe 23 decembrie 1913.